# Dürkopp Adler
Die Dürkopp Adler GmbH ist ein Hersteller von Industrienähmaschinen. Sie entstand 1990 durch die Fusion der Unternehmen Dürkopp und Adler (Kochs Adler Nähmaschinen Werke).
Seit 2005 ist die Dürkopp Adler GmbH eine Tochtergesellschaft der chinesischen Shang Gong Group Co., Ltd. (SGG), zu der weitere Nähmaschinenhersteller wie Pfaff und die KSL Keilmann Sondermaschinenbau GmbH und chinesische Nähmaschinenmarken wie Butterfly zählen. In den 2010er Jahren wurden die Produkte der Dürkopp Adler GmbH für zahlreiche Anwendungsbereiche angepasst und international eingesetzt.

## Unternehmensgeschichte

### Namensgebung
Benannt wurde das Unternehmen nach einem der Gründer, Nikolaus Dürkopp, und der Nähmaschinenmarke Adler, die anfänglich von Koch & Co. und ab 1920 von der Kochs Adler Nähmaschinen Werke AG geführt wurde. Durch die Fusion der Unternehmen in Bielefeld entstand die Dürkopp Adler AG. Die Marke Adler ist auch von den Frankfurter Adlerwerken bekannt, einem Hersteller von Fahrzeugen und Büromaschinen, was gelegentlich zu Verwechslungen führt.

### Jahre 1860 bis 1918

#### Gründung als Nähmaschinenfabrik

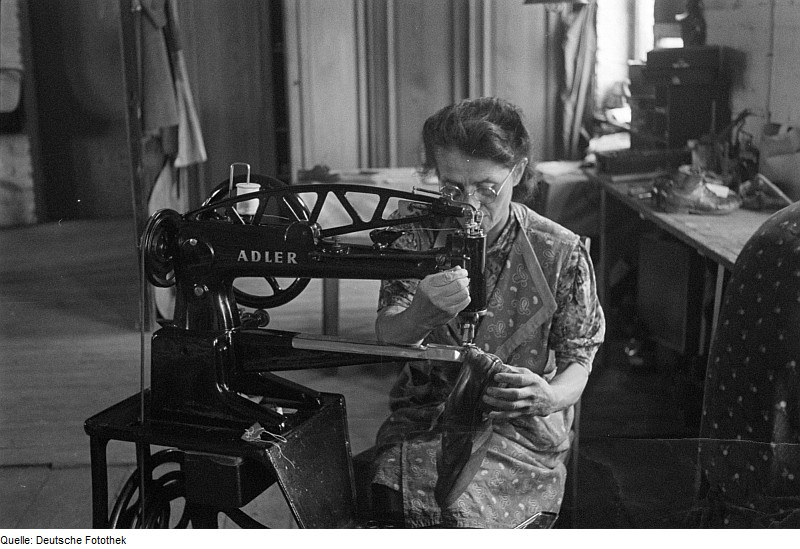
ADLER Sattlernähmaschine Serie „30“ (um 1940)

Die beiden Schlosser Carl Baer und Heinrich Koch gründeten 1860 die erste Bielefelder Nähmaschinenfabrik. Unter dem Namen Koch & Co. beschäftigten sie ab 1865 den Nähmaschinenmechaniker Nikolaus Dürkopp sowie den Meister Carl Schmidt. Dürkopp hatte bereits 1861 seine erste Nähmaschine konstruiert und machte sich am 22. Oktober 1867 mit Schmidt als Dürkopp & Schmidt selbständig. Die erste Betriebsstätte war ein Schuppen am Alten Markt 5 in Bielefeld.
1868 wechselte der Betrieb in Räumlichkeiten am Alten Markt 3 b. Nach Verdopplung der Belegschaft auf knapp 40 Arbeiter wurde 1869 mit dem Bau einer Fabrik begonnen. Am 4. September 1873 wurde die spätere BKK Dürkopp Adler als „Fabrikkasse“ zur Krankenversicherung der Belegschaft gegründet. Die Kasse gilt als eine der frühesten Sozialeinrichtungen dieser Art. 1876 schied Carl Schmidt mit einer Abfindung aus, die er später zur Gründung der Anker-Werke nutzte.
Nach dem Ausscheiden von Schmidt 1876 wurde die Firma in Dürkopp & Co. geändert. Den Durchbruch zum Industriebetrieb schaffte Dürkopp, nachdem 1876 Ferdinand Kaselowsky, Direktor der Ravensberger Spinnerei und damals einer der reichsten Männer von Bielefeld, sein Geschäftspartner und neuer Geldgeber geworden war. 1877 beschäftigte das Unternehmen 250 Mitarbeiter. Um 1880 waren 19 Unternehmen in der Branche tätig und Bielefeld entwickelte sich zu einem der wichtigsten Standorte der Nähmaschinenproduktion in Deutschland.

#### Fahrradproduktion und Fahrzeugbau
In den 1880er Jahren kam es zu wirtschaftlichen Schwierigkeiten und Nikolaus Dürkopp suchte nach neuen Absatzmärkten. Als eines der ersten deutschen Unternehmen begann Dürkopp mit der Serienproduktion von Fahrrädern. Diesem Beispiel folgten bald Koch & Co. und andere; in Bielefeld entwickelte sich ein neuer erfolgreicher Wirtschaftszweig. 1889 wurde die Firma in „Bielefelder Maschinenfabrik AG, vormals Dürkopp & Co.“ umgewandelt und mit einem Stammkapital von 2.250.000 Goldmark notiert. 1892 beschäftigte Dürkopp 1665 Belegschaftsmitglieder. 1894 wurde die Produktion von Kraftwagen aufgenommen. Ab 1895 beteiligte sich Dürkopp an den Styria-Fahrradwerken Johann Puch und Co im österreichischen Graz. Im Mai 1896 kam es zu einem Arbeitsstreik im Bielefelder Werk. Im gleichen Jahr übernahm Dürkopp auch die bankrotten Norddeutschen Fahrradwerke in Oldesloe (heute Bad Oldesloe). 1898 wurden hier laut einer Werbeanzeige des Unternehmens bereits wieder 300 Mitarbeiter beschäftigt und rund 8000 Fahrräder pro Jahr produziert.
1908 wurden die Styria-Werke gänzlich übernommen und als Styira-Dürkopp-Werke. A.-G. weitergeführt. Mit deren Gründer, Johann Puch, hatte man sich bereits 1897 überworfen, woraufhin er die Puch-Werke gegründet hatte.
Bis zum Ersten Weltkrieg wurde in Bielefeld die Produktion mit Nutzfahrzeugen ausgebaut, die später auf kriegswichtige Fahrzeuge und sonstige Rüstungsgüter umgestellt wurde. Rund 30 Jahre waren Personen- und Nutzfahrzeuge die bekanntesten Produkte von Dürkopp. Nach dem Tod des Unternehmensgründers am 25. Juni 1918 firmierte das Unternehmen unter Dürkoppwerke AG und wurde von dessen Sohn Paul Dürkopp fortgeführt.

### Jahre 1919 bis 1933

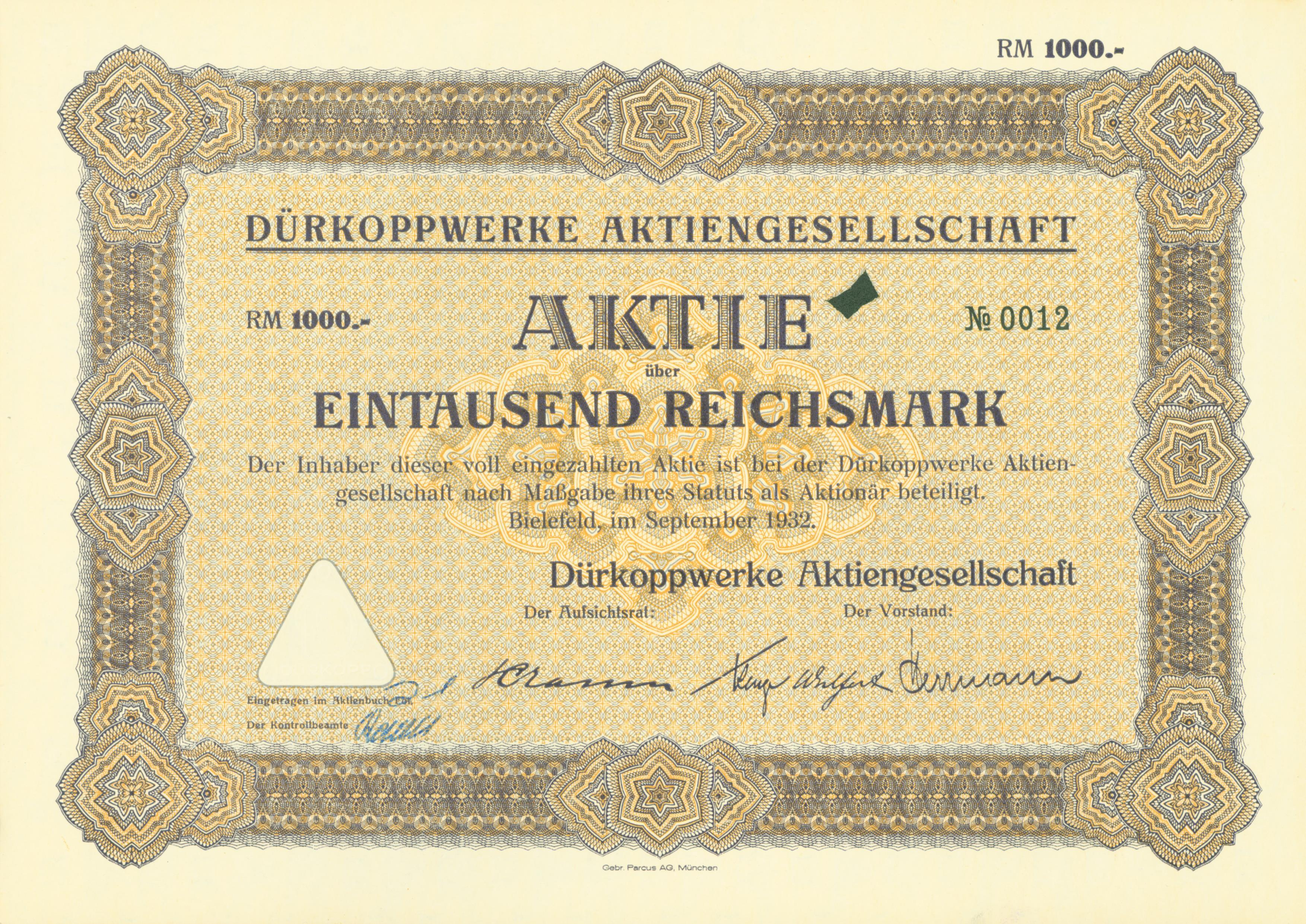
Aktie über 1000 RM der Dürkoppwerke AG vom September 1932

#### Unternehmenswandel in der Wirtschaftskrise
Neben den Pkw entstanden nach dem Ersten Weltkrieg auch Lastwagen, und zwar im Zweigwerk Berlin-Reinickendorf, dem ehemaligen Werk der Oryx Motorenwerke AG in der Koloniestraße. 1906 stelle Dürkopp seinen ersten Lastwagen mit Kardanantrieb vor. Noch während des Ersten Weltkriegs wurden Lkw mit einer Nutzlast von drei bis fünf Tonnen gefertigt und blieben auch nach Kriegsende in Produktion. Neukonstruktionen gab es erst in den Jahren 1923/24.
Aufgrund der geringen Auflage der Fahrzeuge konnte allerdings keine ausreichende Rentabilität erreicht werden. Die Automobilabteilung wurde durch die Gewinne aus der Fahrrad- und Nähmaschinenherstellung aufrechterhalten. Daher wurde 1927 der Pkw-Bau und 1929 der Lastwagenbau zu Gunsten der anderen Produktionszweige wegen der Weltwirtschaftskrise aufgegeben. Die Styria-Dürkopp-Werke A.-G. wurde 1927 von den Steyr-Werken übernommen. Bis 1930 ging die Nähmaschinenproduktion immer weiter zurück und wurde von Kochs Adler übernommen. Dürkopps Belegschaft schrumpfte deswegen auf 700 Mitarbeiter.

### Jahre 1933–1945

#### Rüstungsproduktion während des Nationalsozialismus

Zeitungsannonce; Werbung für Nähmaschinen und Fahrräder

Schon früh waren die Dürkoppwerke an der Rüstungsproduktion für die Aufrüstung der Wehrmacht beteiligt, Mitte der 1930er-Jahre wuchs die Belegschaft wieder auf über 2000 Personen an. Man produzierte unter anderem Seitengewehre, Nadellager und Wälzlager für Panzer, Maschinengewehre, Granaten, Flugabwehr-Geschütze, Leichtgeschütze, Panzerabwehrkanonen, Bordlafetten für Flugzeuge und Zünder.
Durch den Aufschwung ab 1933, bedingt durch die Produktion von Rüstungsgütern, erzielte der Betrieb ab 1934 wieder Gewinne. 1933 wurde in Künsebeck bei Halle (Westf.) ein Zweigwerk eingerichtet, mit einer Waffenproduktion und über 2000 Arbeitsplätzen. 1939 übernahm die Familie Barthel (Kommerzienrat Hermann Barthel) die Aktienmehrheit. Man stellte Dürkopp Maschinen zur Verfügung, um die Rüstungsproduktion zu bewerkstelligen. 1944 war Dürkopp der wichtigste Produzent von Wälzlagern für deutsche Panzer.
Die Nationalsozialisten ernannten Dürkopp-Vorstandsmitglied Wulfert zum Wehrwirtschaftsführer. 1941 ernannte die Deutsche Arbeitsfront die Dürkoppwerke zum Nationalsozialistischen Musterbetrieb; 1943 wurden sie als Kriegsmusterbetrieb ausgezeichnet. Zeitweise waren bei Dürkopp über 3000 Zwangsarbeiter (sog. Fremdarbeiter, auch Frauen) und Kriegsgefangene, überwiegend aus der Sowjetunion, im Einsatz.
Bei schweren Bombenangriffen auf Bielefeld wurde 1944 der Betrieb zerstört und am 31. März 1945 stillgelegt. Erst nach Kriegsende wurde das Werksgelände, gefördert durch Georg Barthel, wieder aufgebaut.

#### Verrat oppositioneller Arbeiter an die NS-Justiz
Während der NS-Zeit gab es innerhalb der Arbeiterschaft mehrere oppositionelle Betriebsgruppen, die sogenannte Feindsender gehört und darüber diskutiert hatten. Diese wurden von der Dürkopp-Leitung an die Justiz ausgeliefert. Der Volksgerichtshof tagte dafür drei Wochen im August 1944 in Bielefeld. Während des Prozesses hielt der damalige Vizepräsident des Volksgerichtshofes Dr. Crone eine Rede zur Abschreckung vor den Arbeitern auf dem Betriebsgelände.
14 der Betriebsgruppenmitglieder wurden zum Tode verurteilt und in Dortmund am 15. und 22. September 1944 hingerichtet und dort in einer Ecke auf dem Friedhof verscharrt.
Nach dem Krieg wurden die Leichen von Otto Appelfelder, Paul Brockmann, Otto Giesselmann, Gustav Höcker, Hermann Kleinewächter, Gustav Koch, Gustav Milse, Bernhard Putjenter, Rudolf Sauer, Hermann Wörmann, Friedrich Wolgast, Bernhard Zawacki nach Bielefeld und die von Heiko Ploeger nach Herford überführt. In Bielefeld wurde eine Gedenktafel auf dem Sennefriedhof für die Oppositionellen errichtet.
Im Mai 2025 wurde eine Gedenktafel für die von der NS-Justiz ermordeten vorm ehemaligen Tor 6 der Dürkopp Werke angebracht.

### Jahre 1946 bis 1990

#### Unternehmenswandel in der Nachkriegszeit

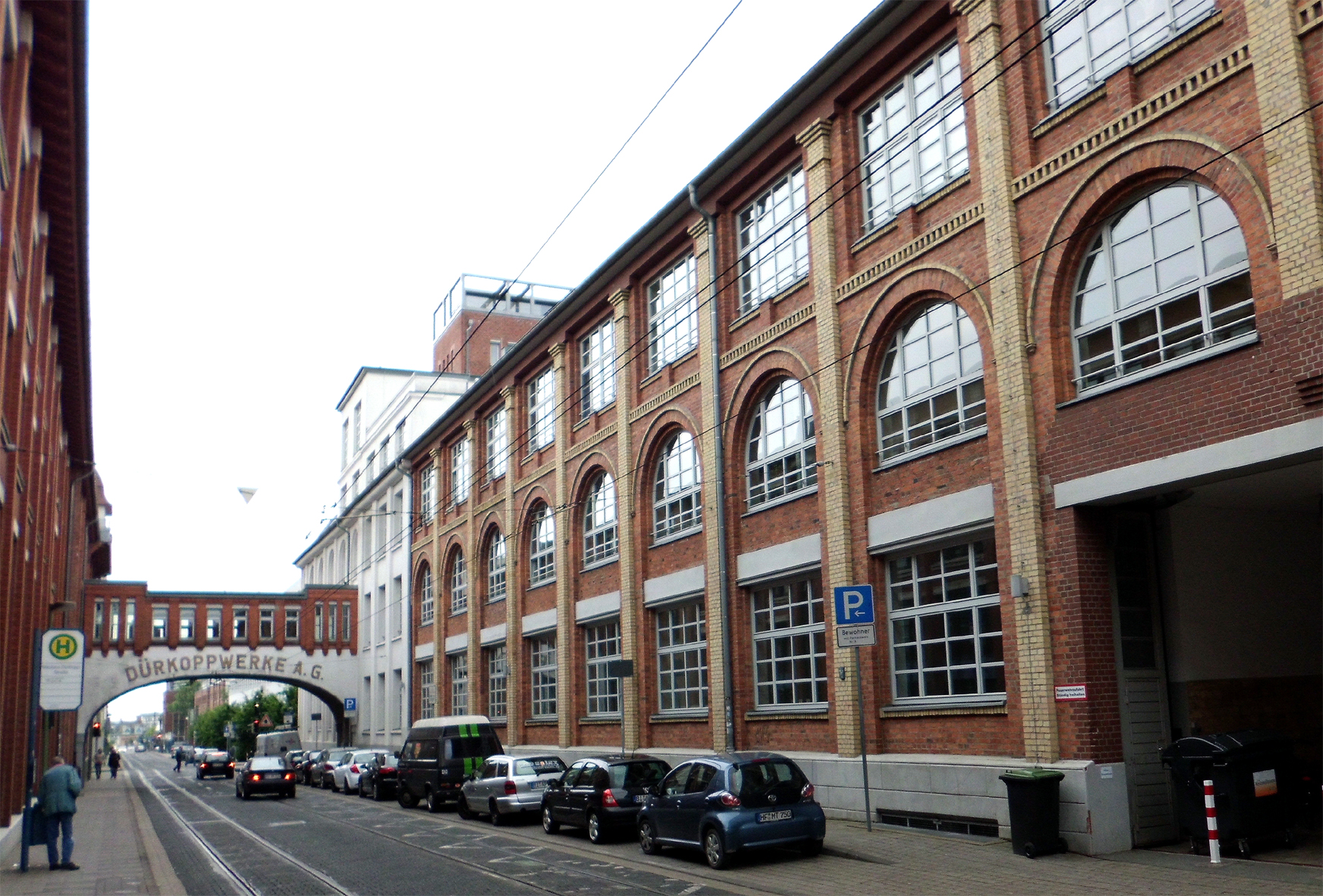
Das Gebäude Tor 1 gilt als Keimzelle der Dürkopp-Werke

Die Dürkoppwerke beschränkten sich nach dem Zweiten Weltkrieg überwiegend auf die Produktbereiche Industrienähmaschinen, Fahrräder und Förderanlagen. 1949 wurde die Produktion von motorisierten Zweirädern wieder aufgenommen und bis 1961 fortgesetzt. Die Erfolgsmodelle der Nachkriegszeit waren unter anderem Motorräder, wie die Dürkopp MF 100, MF 125, die Modelle Fratz und Dianette sowie der Roller Diana, der europaweit verkauft wurde.
Anfangs baute Dürkopp wie viele andere Hersteller Motoren von ILO oder Fichtel & Sachs ein, ab 1952 aber eigene Motoren, deren Komponenten auch an Ardie in Nürnberg geliefert wurden.

#### Übernahme durch FAG
1962 wurde die Aktienmehrheit der Dürkoppwerke Aktiengesellschaft (1889–1967) von der FAG Kugelfischer AG übernommen. 1967 – dem Jahr des 100-jährigen Bestehens der Dürkoppwerke – erfolgte die Umwandlung in eine Gesellschaft mit beschränkter Haftung. Sie war ein deutscher Hersteller von Nähmaschinen, Fahrrädern, Motorrädern, Automobilen, Förderanlagen und Kugellagern mit Sitz in Bielefeld.
1987 übernahm FAG auch die Aktienmehrheit der Kochs Adler AG. Die beiden Nähmaschinenfabriken fusionierten 1990 zur heutigen Dürkopp Adler AG mit Sitz in Bielefeld-Oldentrup.

### Jahre 1991 bis 2020
2002 wurde die FAG ihrerseits von der INA-Holding übernommen. Danach sollte Dürkopp Adler relativ schnell verkauft werden; die Verhandlungen zogen sich aber hin.

#### Übernahme durch SGSB
Mitte 2005 kaufte das chinesische Unternehmen SGSB-Gruppe (vormals „ShangGong“) das Aktienpaket der FAG. Die neuen Haupteigner übernahmen dabei 94,98 % der Aktien. 2010 wurde der Bereich Lagerlogistik und -automation ausgegliedert und als Dürkopp Fördertechnik GmbH an die österreichische Knapp AG veräußert.
Eine außerordentliche Hauptversammlung der Dürkopp Adler AG hat am 20. März 2018 der Übertragung der Aktien der Minderheitsaktionäre auf die Hauptaktionärin, die DAP Industrial AG mit Sitz in Bielefeld, gegen Gewährung einer angemessenen Barabfindung in Höhe von EUR 35,81 zugestimmt. Die DAP Industrial AG ist eine 100%ige Tochtergesellschaft der ShangGong Group Co., Ltd. mit Sitz in Shanghai, Volksrepublik China. Insgesamt stimmten 96,64 % des vertretenen Grundkapitals der Dürkopp Adler AG für die Maßnahme.

#### Geschäftszahlen 1995 bis 2015
| Jahr | Umsatz (Mio. €) | Mitarbeiter ca. zum 31.12. |
| ---- | --------------- | -------------------------- |
| 1995 | 308             | 1092                       |
| 2000 | 198             | 2402                       |
| 2005 | 102             | 1622                       |
| 2010 | 76              | 1150                       |
| 2015 | 142             | 1321                       |
| 2017 | 160             | 1442                       |

## Unternehmensbereiche und Produkte im Überblick

### Nähmaschinen

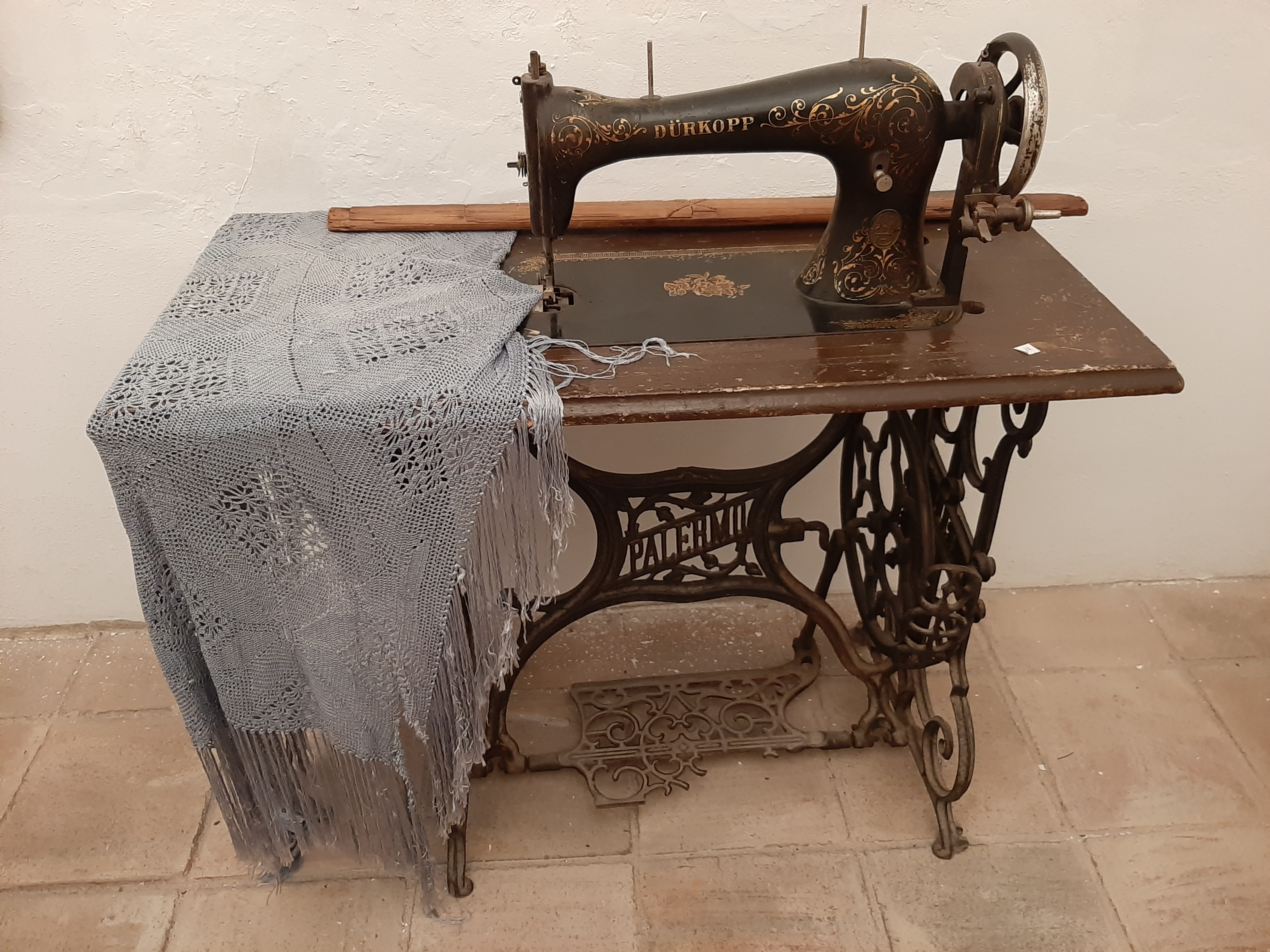
Dürkopp frühes Modell Palermo
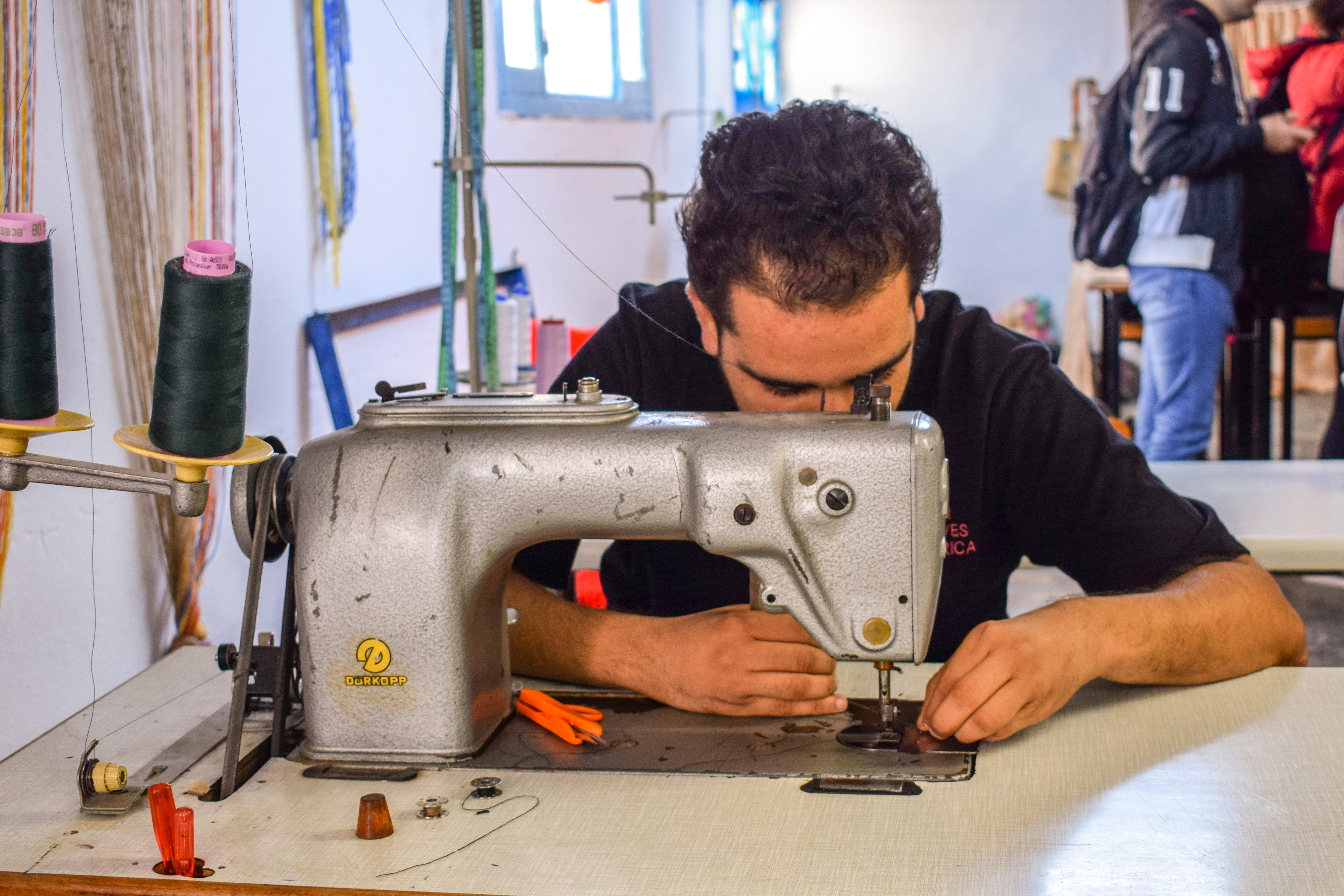
Dürkopp Industrienähmaschine der 1960er Jahre
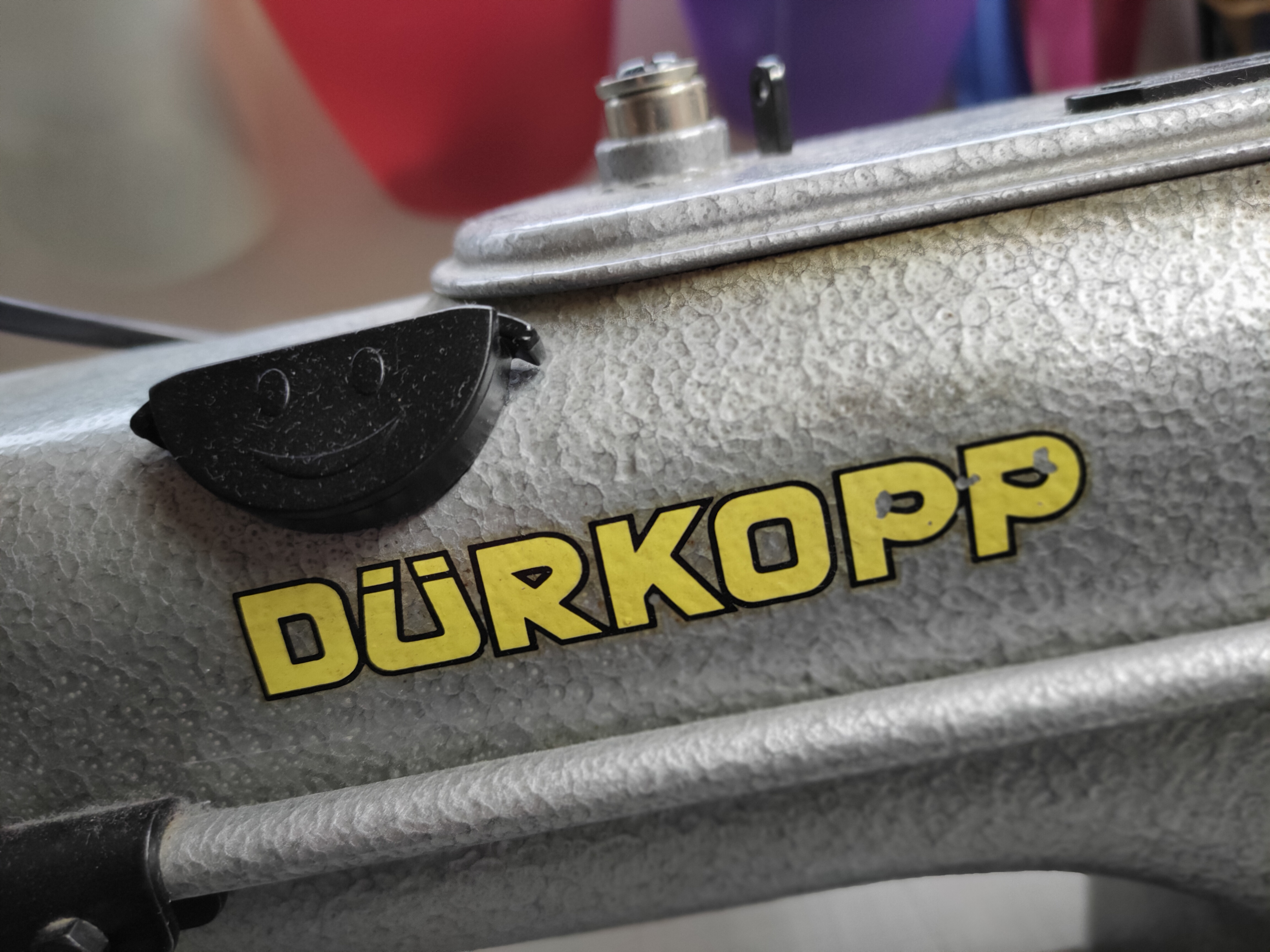
Logo-Darstellung auf einer Dürkopp Industrienähmaschine
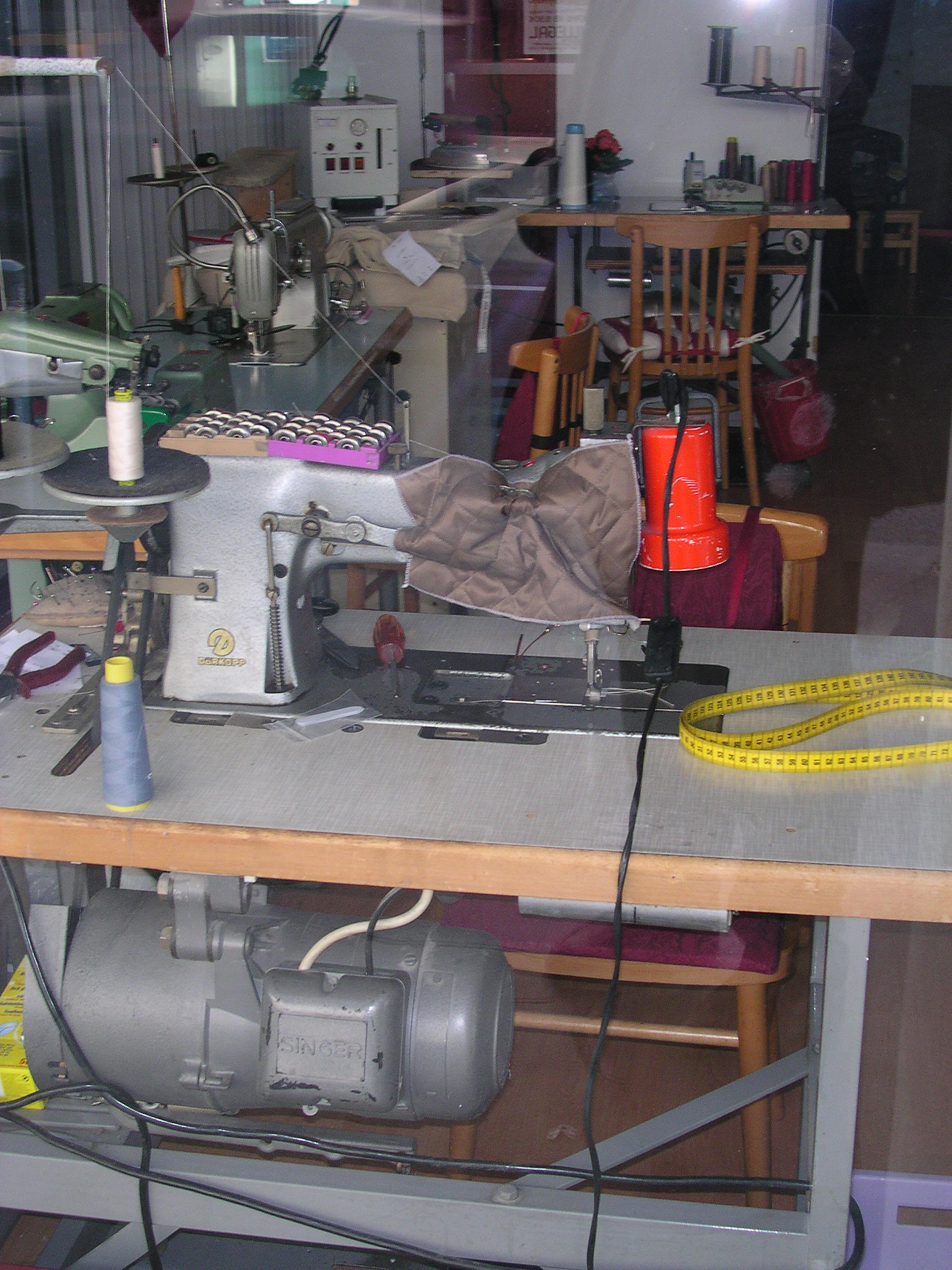
Dürkopp Profinähmaschine

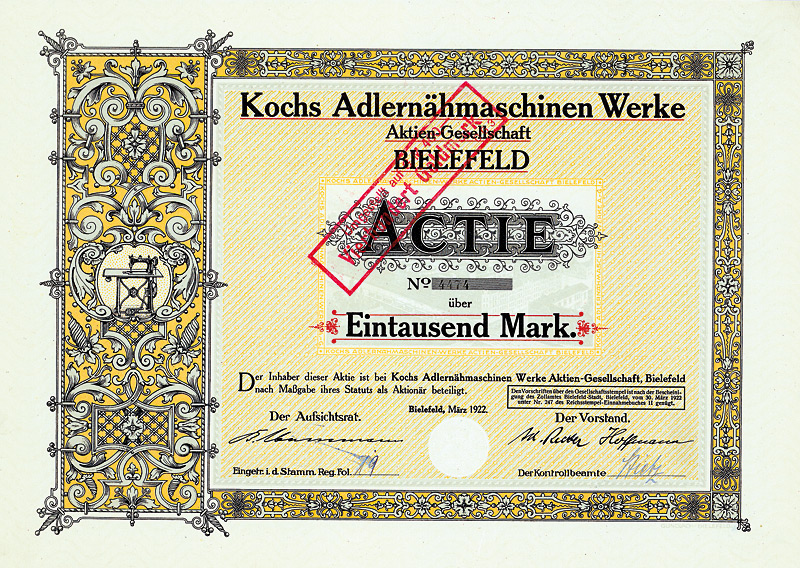
Aktie der Kochs Adlernähmaschinen Werke AG vom März 1922

Die Entwicklung und Produktion von Nähmaschinen ist eng mit der gesamten Unternehmensgeschichte verknüpft. Dürkopp-Nähmaschinen sind seit den 1860er Jahren bekannt. Eine Herstelleraufzeichnung der Klassen mit unterschiedlichen Modellen von Nähmaschinen umfasst 72 Seiten mit jeweils rund 50 unterschiedlichen Maschinen im Jahr 2001, was auf etwa 3500 Nähmaschinenmodelle der Dürkopp Adler AG hindeutet. Die aktuellen Modelle sind auf den Webseiten des Unternehmens abrufbar.
Das Unternehmen Koch & Co. firmierte ab 1920 unter Kochs Adler Nähmaschinen Werke AG, stellte die hauseigene Fahrradproduktion ein und konzentrierte sich auf die Produktion von Nähmaschinen.

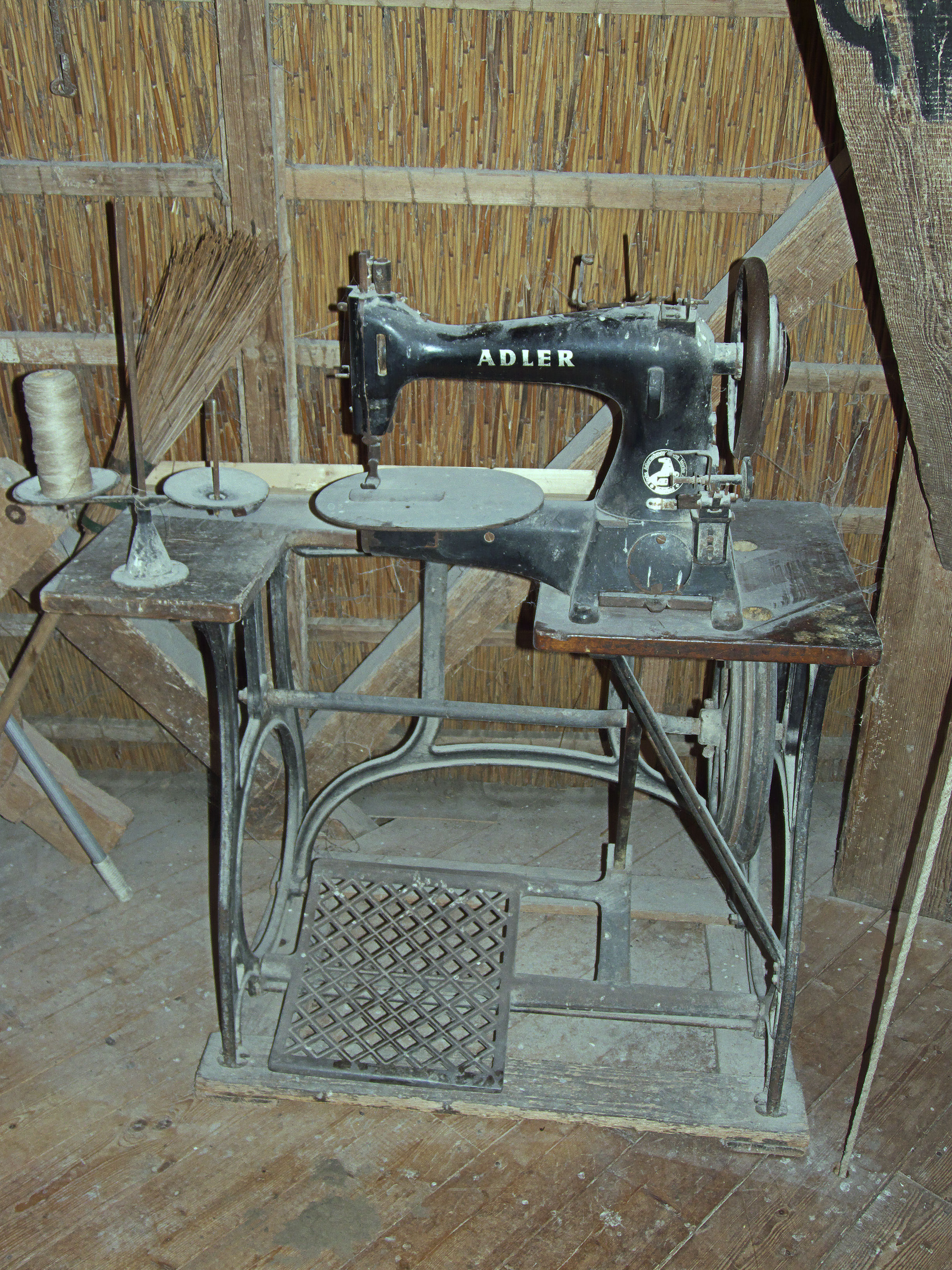
Adler Nähmaschine
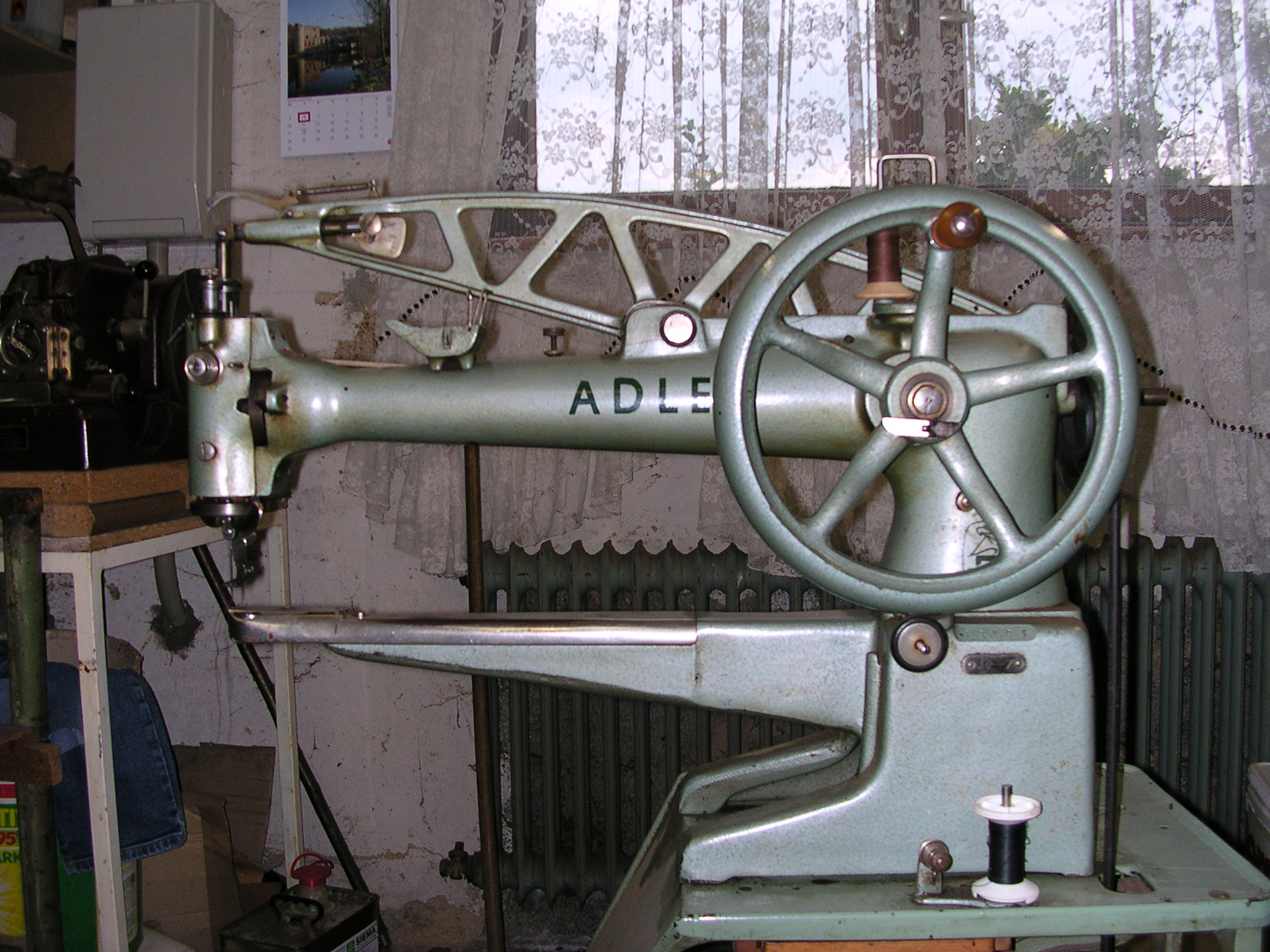
Adler Schusternähmaschine
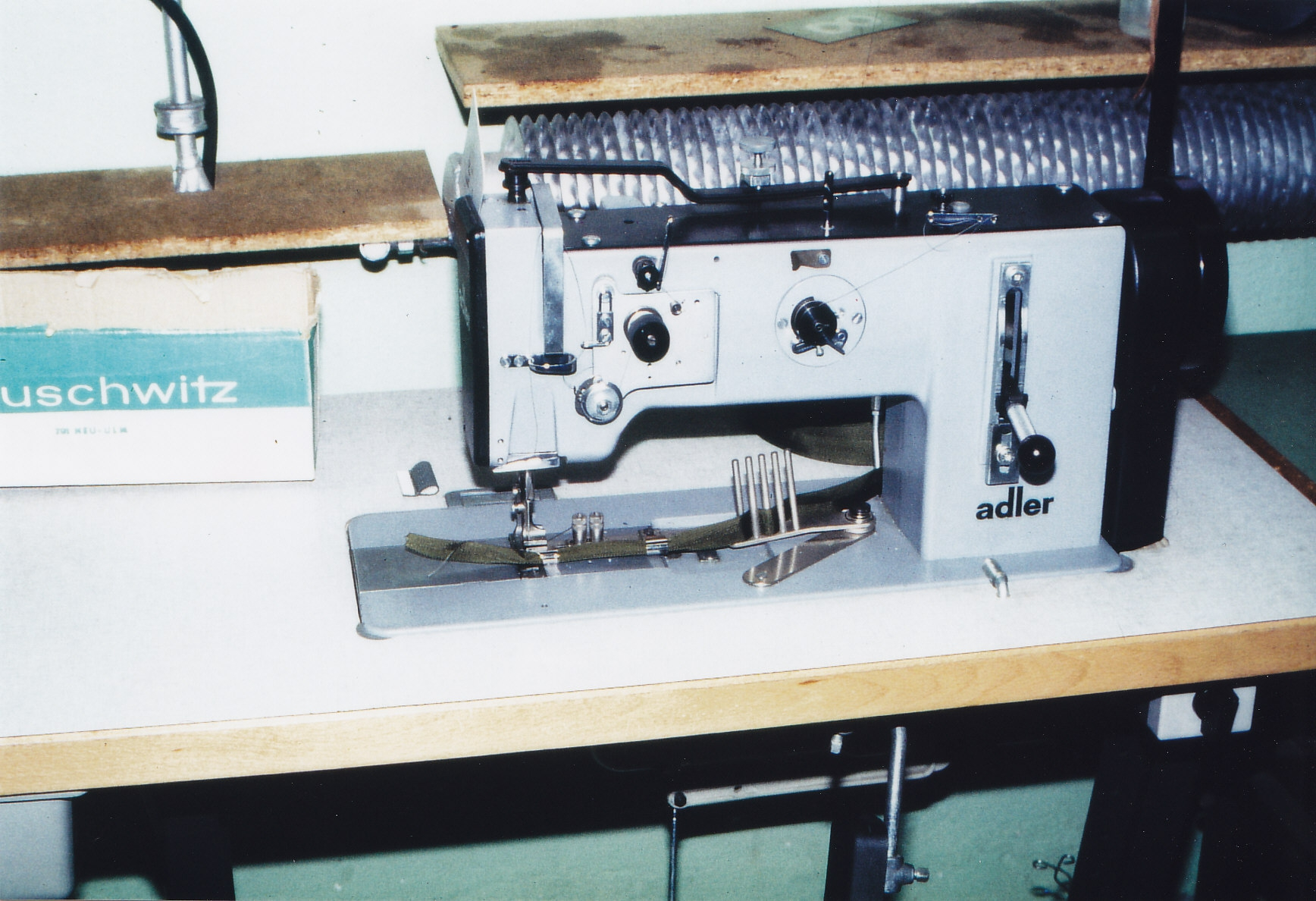
Adler Sattlereinähmaschine

### Fahrräder und Radrennsport
Ab 1885 baute Dürkopp in Bielefeld Fahrräder. Als damals neuartig und fortschrittlich galten die ab den 1910er Jahren gebauten Fahrräder mit Kardanantrieb, die mit der Bezeichnung „Dürkopp Kettenlos“ vertrieben wurden. Gemeinsam mit den Styria-Werken und Johann Puch wurden in Graz Fahrräder hergestellt, bis Dürkopp 1908 das Werk in Österreich komplett übernahm.

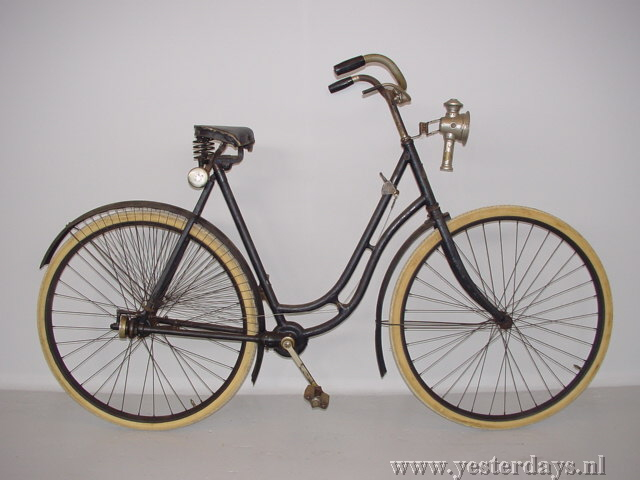
Dürkopp Kettenlos (Fahrrad mit Kardanantrieb um 1910)
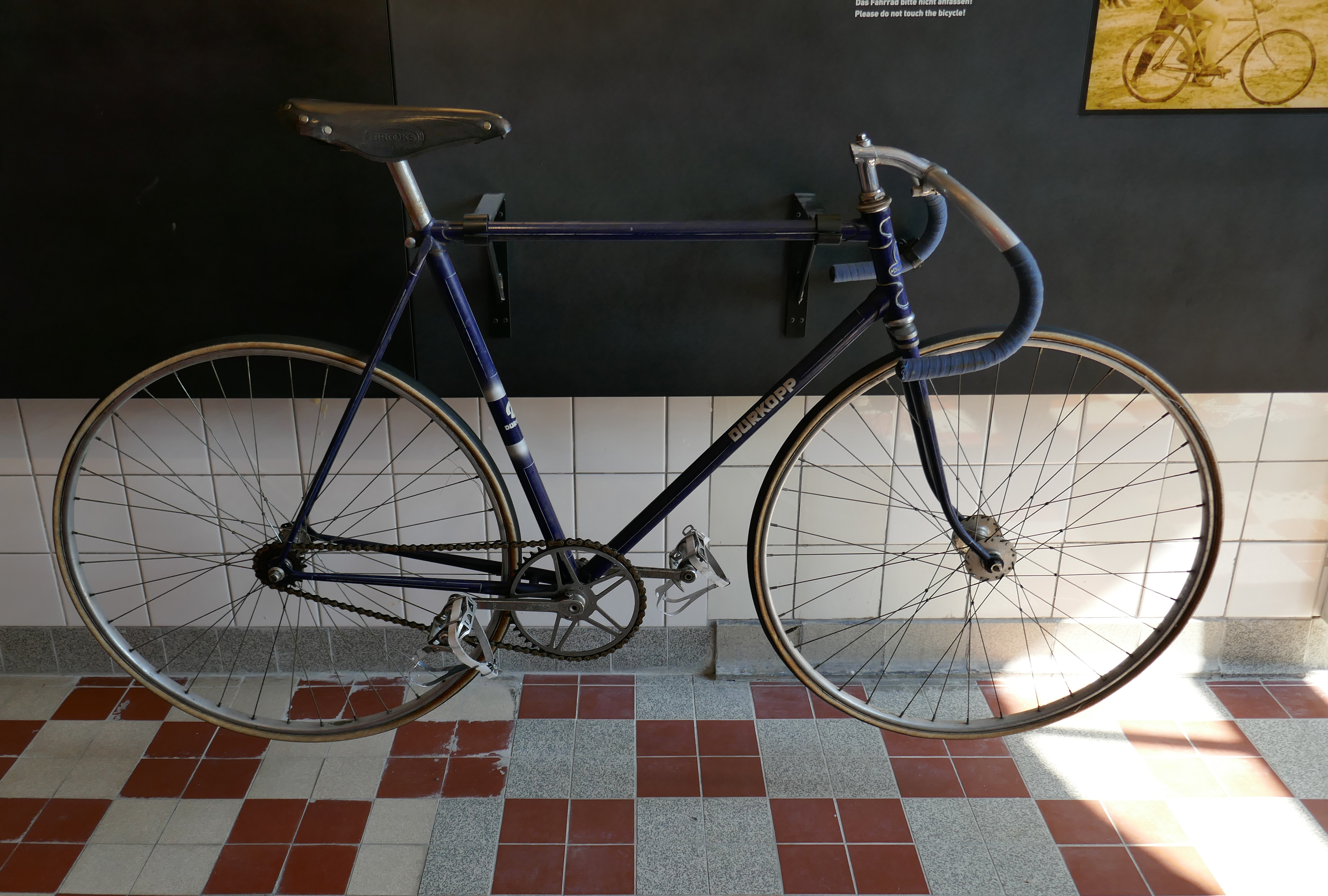
Bahnrad 1930er Jahre
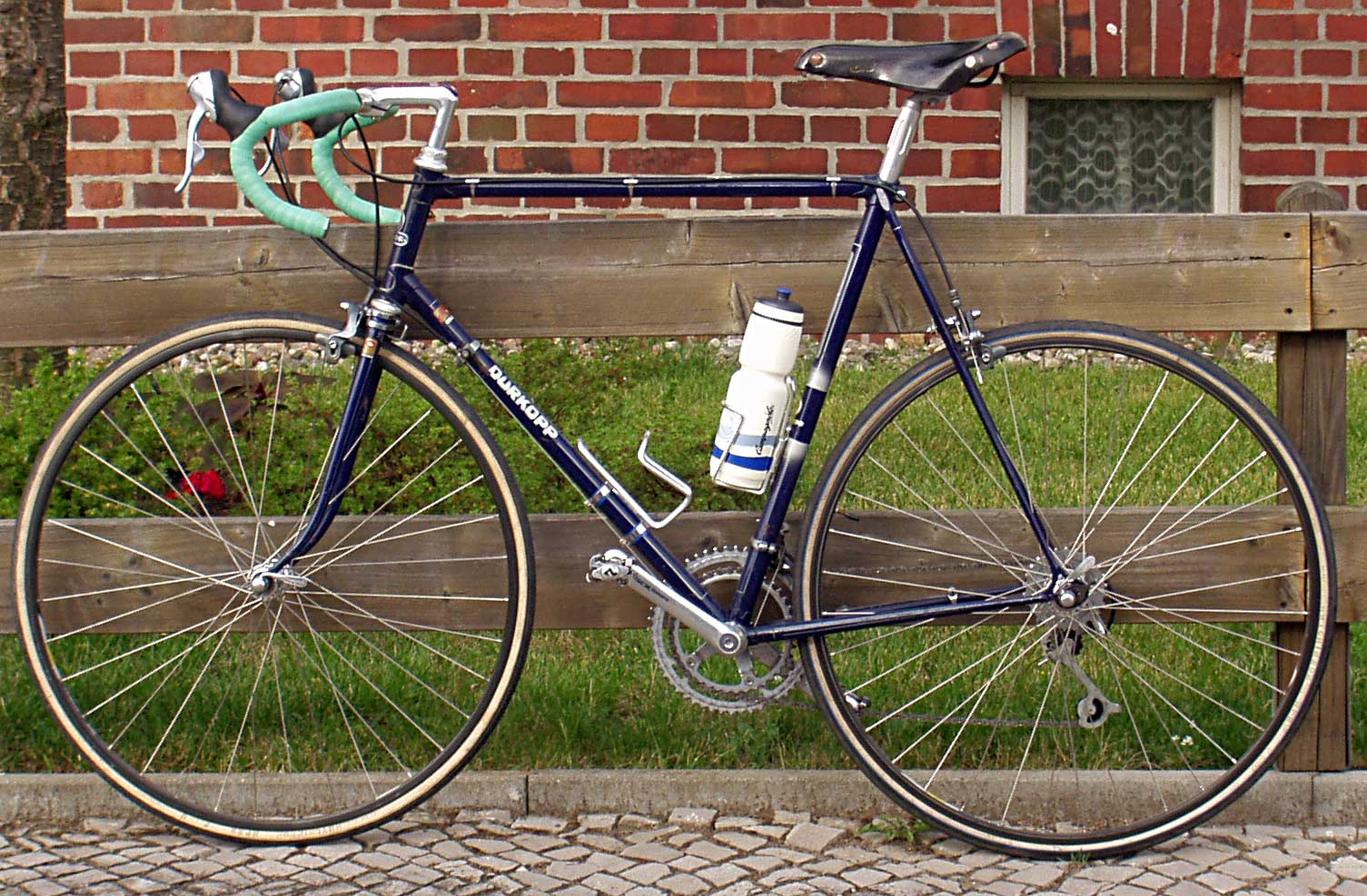
Bahnrad von Dürkopp (1952), umgebaut zum Straßenrennrad

Im Jahr 1930 beteiligte sich der Dürkopp-Radrennstall erstmals an den Rennen des Industrierings für Berufsstraßenradrenn-Sport (Ibus), dem fünf der größten Fahrradfabriken angeschlossen waren: Brennabor, Diamant, Opel, Dürkopp und Mifa. Die Erfolgsliste von Dürkopp hierbei war beispiellos und so kam es, dass ein deutsches Serienrad die erste Deutschland-Rundfahrt nach mehreren Etappensiegen auch insgesamt gewann, nämlich das Dürkopp-Modell „Diana 215“.
Für den Dürkopp-Stall gingen unter anderem an den Start: Unger, Arndt, Nitzschke, Renold, Günther, Hertwig, Geyer, Bulla, Gottwald, Sieronski, Klass, Buse, Korge, M. Kohl und der Manager Dobbrack. Die Erfolgsserie des Dürkopp-Rennstalls führte zu dem Werbeslogan Wer Dürkopp nimmt, der siegt bestimmt.
Fahrräder unter dem Namen Dürkopp wurden bis 2006 von der sächsischen Biria AG hergestellt und vertrieben.

### Motorisierte Zweiräder

#### Motorräder
Die frühesten Dürkopp-Motorräder finden sich in den Werkskatalogen ab 1905. Die Fahrzeuge unterscheiden sich je nach Jahrgang erheblich. Es wurden ventilgesteuerte Viertaktmotoren mit Batteriezündung oder Magnetzündung verwendet. Langfristig gebaute Modelle sind nicht bekannt. Eines der frühen bekannten Dürkopp-Motorräder von 1906 hatte einen Vierzylinderreihenmotor und Kardanantrieb. Bekannte Modelle und Varianten sind:
| Art           | Zylinder                   | Leistung              | Ausstattungsmerkmale                                     | Jahr und Quelle |
| ------------- | -------------------------- | --------------------- | -------------------------------------------------------- | --------------- |
| Solomaschine  | 1 Zylinder, stehend        | 2,25 PS oder 3 PS     | Riemenantrieb und Tretkurbel, Auspufftopf vor dem Motor  | 1905            |
| Solomaschine  | 1 Zylinder, stehend        | 2,25 PS, 3 PS, 3,5 PS | Kettenantrieb und Tretkurbel, Auspufftopf beim Tretlager | 1906 und 1907   |
| Solomaschine  | 1 Zylinder, stehend        | 2,25 PS oder 3 PS     | Riemenantrieb und Tretkurbel, Auspufftopf vor dem Motor  | 1908            |
| Solomaschine  | 2 Zylinder, V-Längseinbau  | 4 PS oder 6 PS        | Riemenantrieb und Tretkurbel, Bosch-Magnetzündung        | 1907            |
| Solomaschine  | 4 Zylinder, Reihe, stehend | 4 PS                  | Kardanantrieb und Tretkurbel                             | 1906            |
| Seitenwagen   | –                          | –                     | Zubehör für Solomaschinen                                | 1906, 1907      |
| Vorsteckwagen | –                          | –                     | Zubehör für Solomaschinen                                | 1906, 1907      |
| Motordreirad  |                            | unbekannt             | mehrere Varianten                                        | 1906, 1907      |

Aus dem Jahr 1935 ist eine Baureihe von Motorfahrrädern mit 98-cm³-Zweitaktmotoren bekannt: Modell 10 für Herren mit Tretkurbel, Modell 11 für Damen mit Tretkurbel und Modell 12 mit Fußrasten und Kickstarter. Als Zweirad mit Frontantrieb ist ein Motorfahrrad von Dürkopp bekannt, bei dem der Motor vorn am Lenker montiert war (s. Bildnachweis).

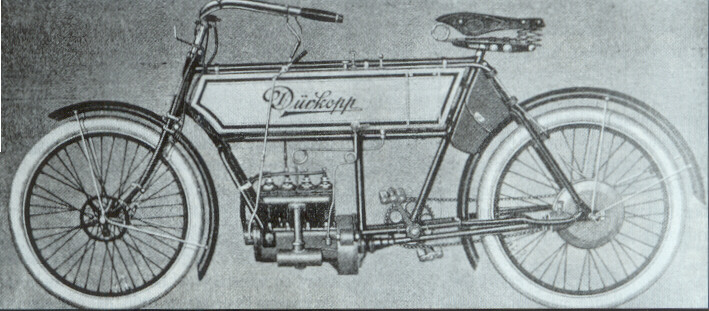
Dürkopp-Motorrad (1905)
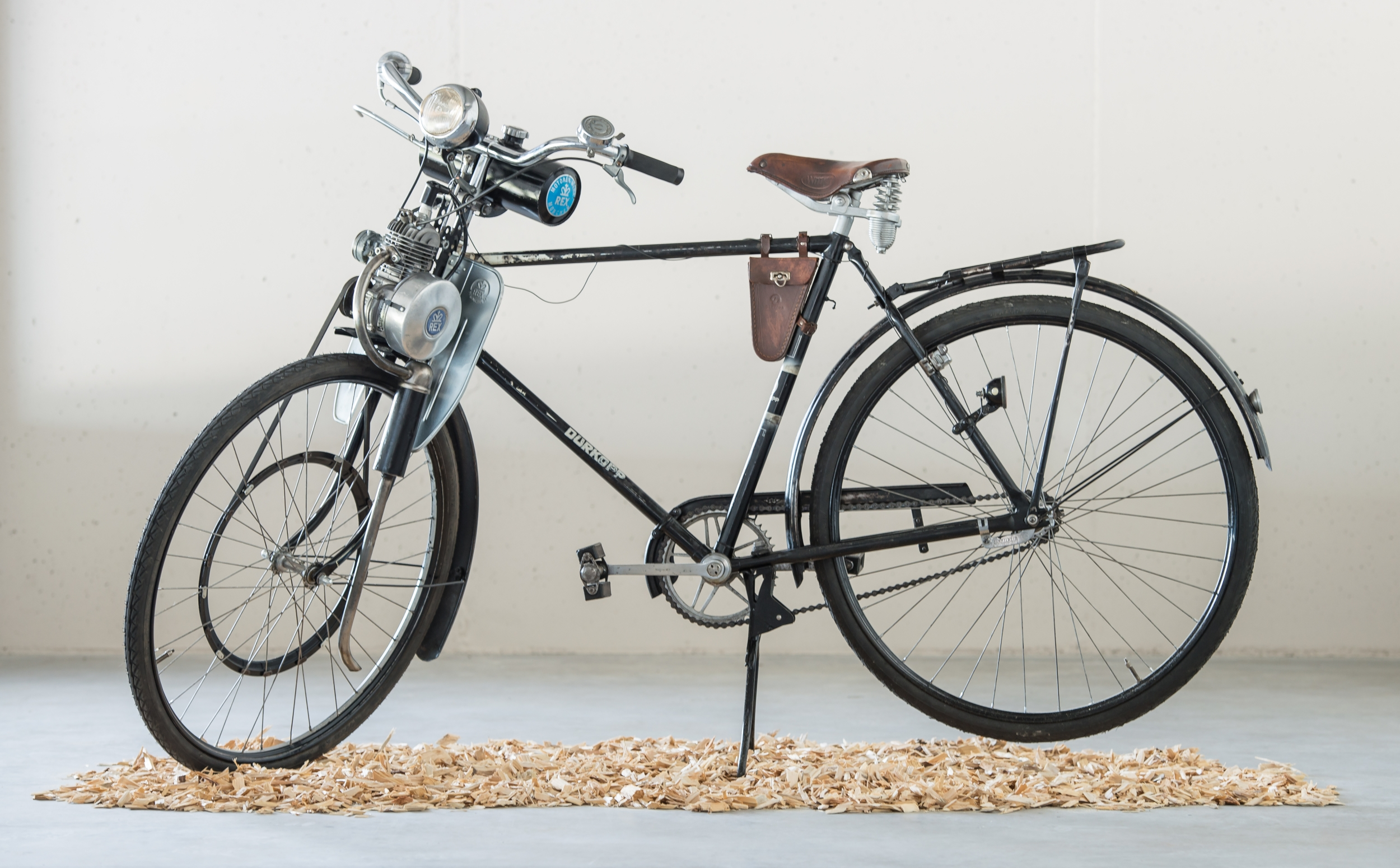
Motorfahrrad mit Frontantrieb

Die Dürkopp MD 200 war ein Motorrad mit Zweitaktmotor, Dreiganggetriebe mit Fußschaltung und geschweißtem Rohrrahmen, das die Dürkoppwerke ab 1952 bauten. Der Motor wurde von Fritz Gosslau, dem damaligen Chefkonstrukteur bei Dürkopp, entworfen. Er war mit 61 mm Hub und 64 mm Bohrung kurzhubig ausgelegt, hatte einen Flachkolben und leistete 10,2 PS (7,5 kW) bei 5500/min. Die Höchstgeschwindigkeit betrug 96 km/h.
Sobald der Kickstarter betätigt wird, kuppelt das Getriebe automatisch aus – sowohl beim Antreten wie auch während der Fahrt – sozusagen eine mit dem Unterschenkel zu betätigende Leerlaufschaltung.
Eine hydraulische Teleskopvordergabel mit 14 cm Federweg war eine weitere Dürkopp-Eigenentwicklung, die laut Werbung „hervorragende Fahreigenschaften“ garantierte. Hinten hatte das Motorrad eine Geradeweg-Teleskopfederung. Auch die Bremsnaben kamen von Dürkopp – „kräftig zupackende 150-mm-Innenbackenbremsen mit Alu-Kühlrippen“, wie es in der Werbung hieß. Die MD-Modelle hatten 19-Zoll-Räder.
Parallel erschien das Modell MD 150 mit einem 150-cm³-Zweitaktmotor mit 7,5 PS (5,5 kW) bei 5200/min und einer Höchstgeschwindigkeit von 90 km/h. In vielen Punkten ging die Konstruktion auf einen Prototyp mit der Bezeichnung M 12 von 1938 zurück, der wegen der Typenbegrenzung durch den Schell-Plan nicht gebaut werden durfte.
Viele Rennerfolge trugen zum guten Ruf dieser MD150/200-Modelle bei. Die zeitgenössische Presse und die Eigenwerbung des Hauses Dürkopp feierte diese Motorräder als „schnellste Maschinen ihrer Klassen“. 
Ende 1954 stellte Dürkopp die Produktion der MD-Serie ein. Von der MD 200 wurden zwischen 1952 und 1954 etwa 10.000 Stück gebaut und von der MD 150 rund 17.890 Stück.

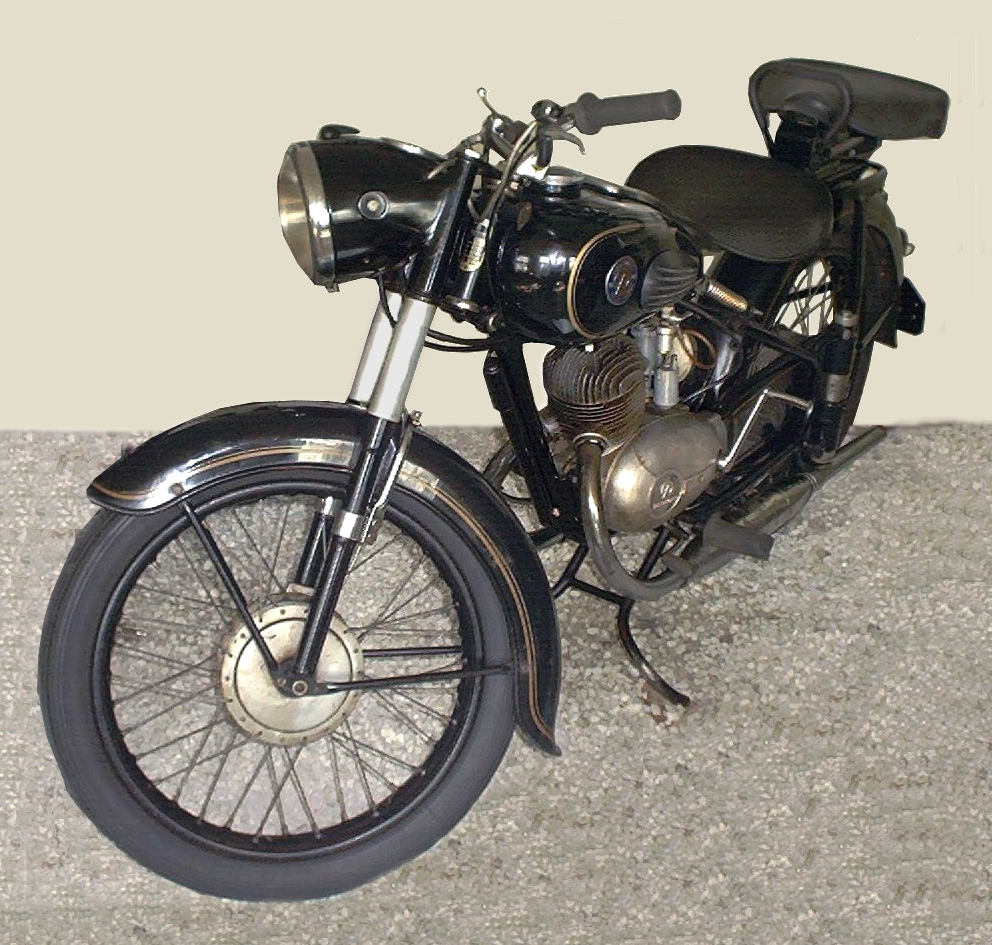
Dürkopp MD 200 (1952) Ibbenbürener Motorradmuseum
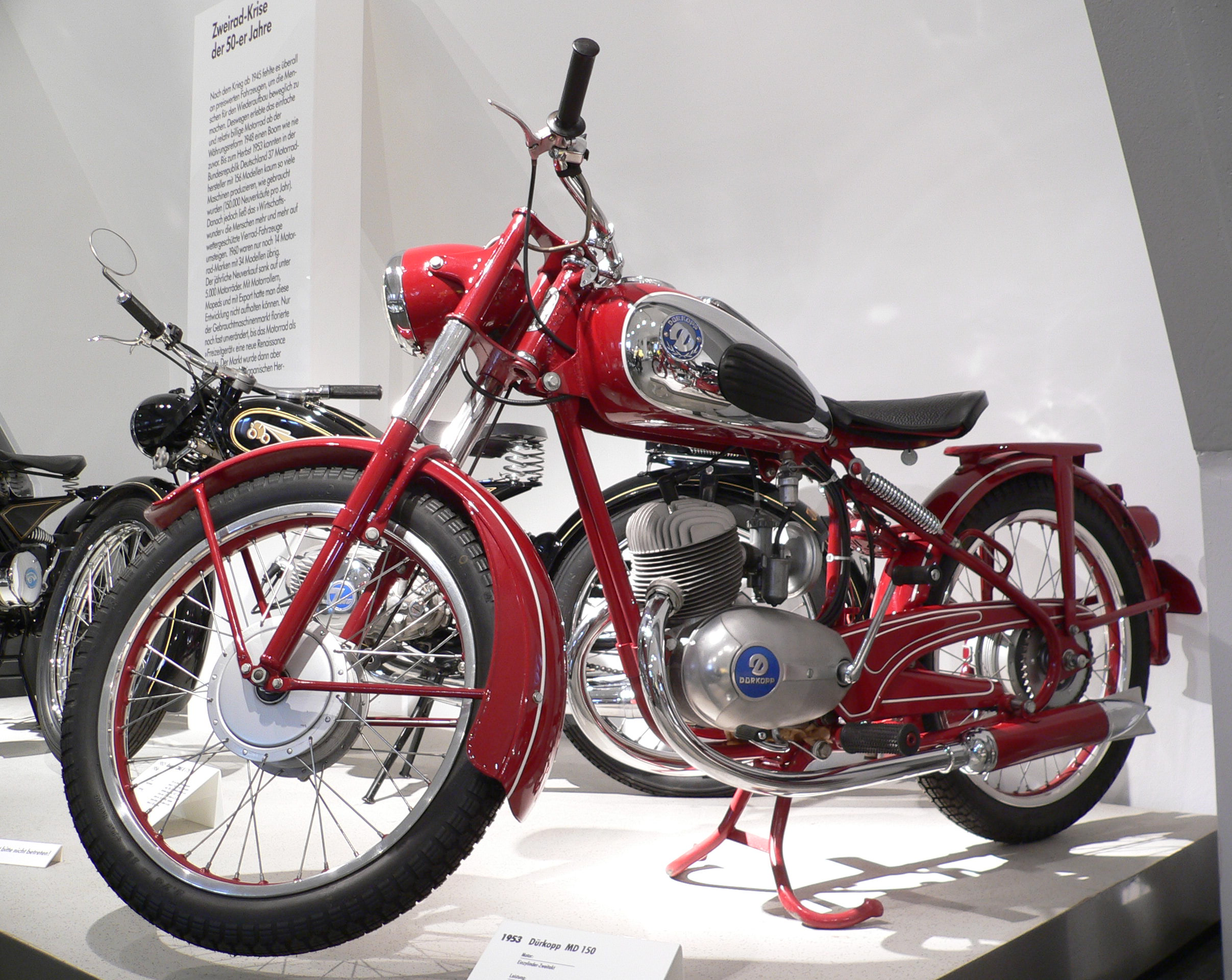
Dürkopp MD 150 (1953) im Zweirad-Museum Neckarsulm
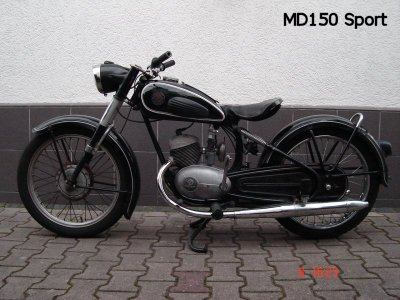
Dürkopp MD 150 Sport (1954)
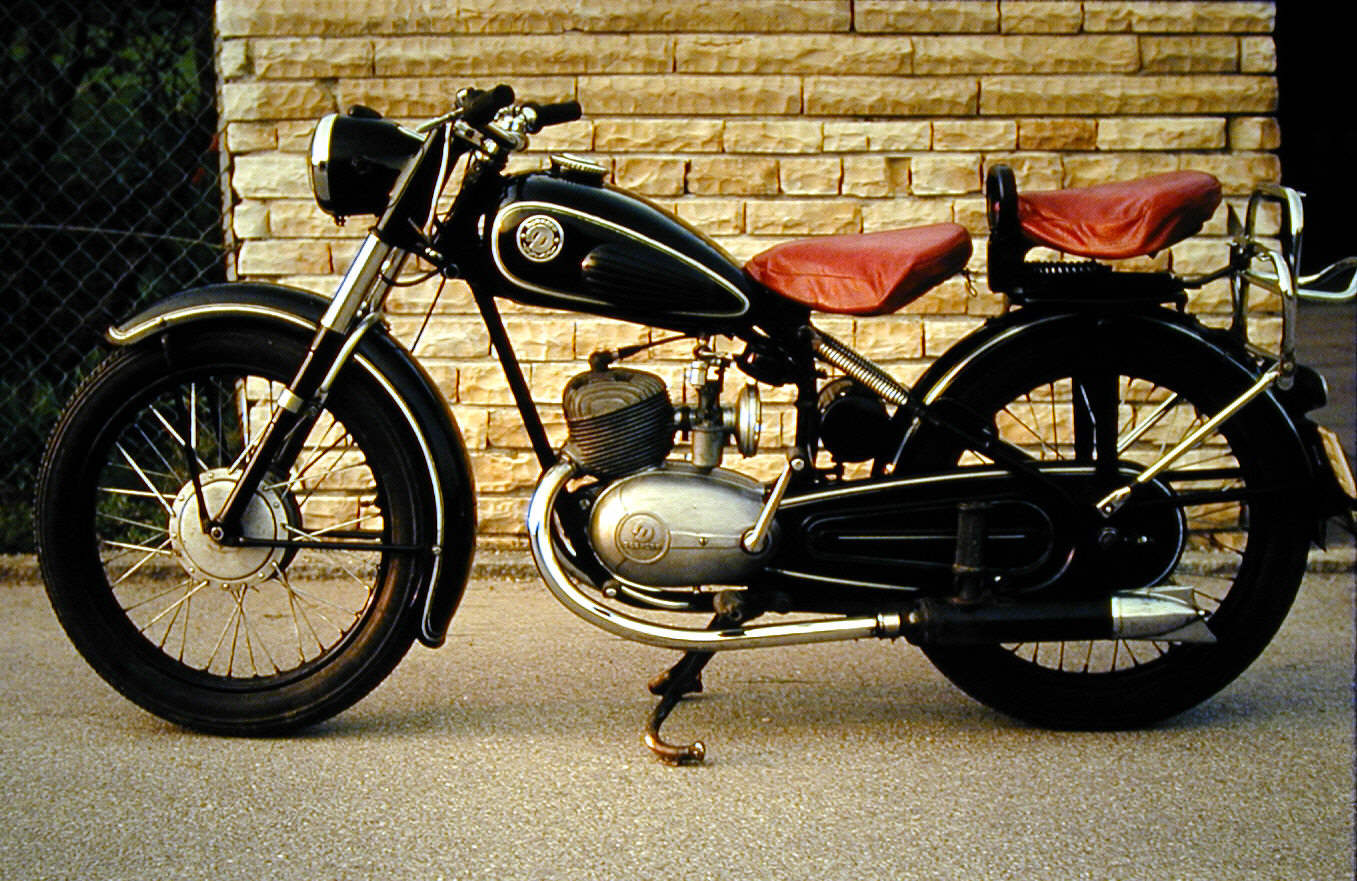
Dürkopp MD 150 (1953)
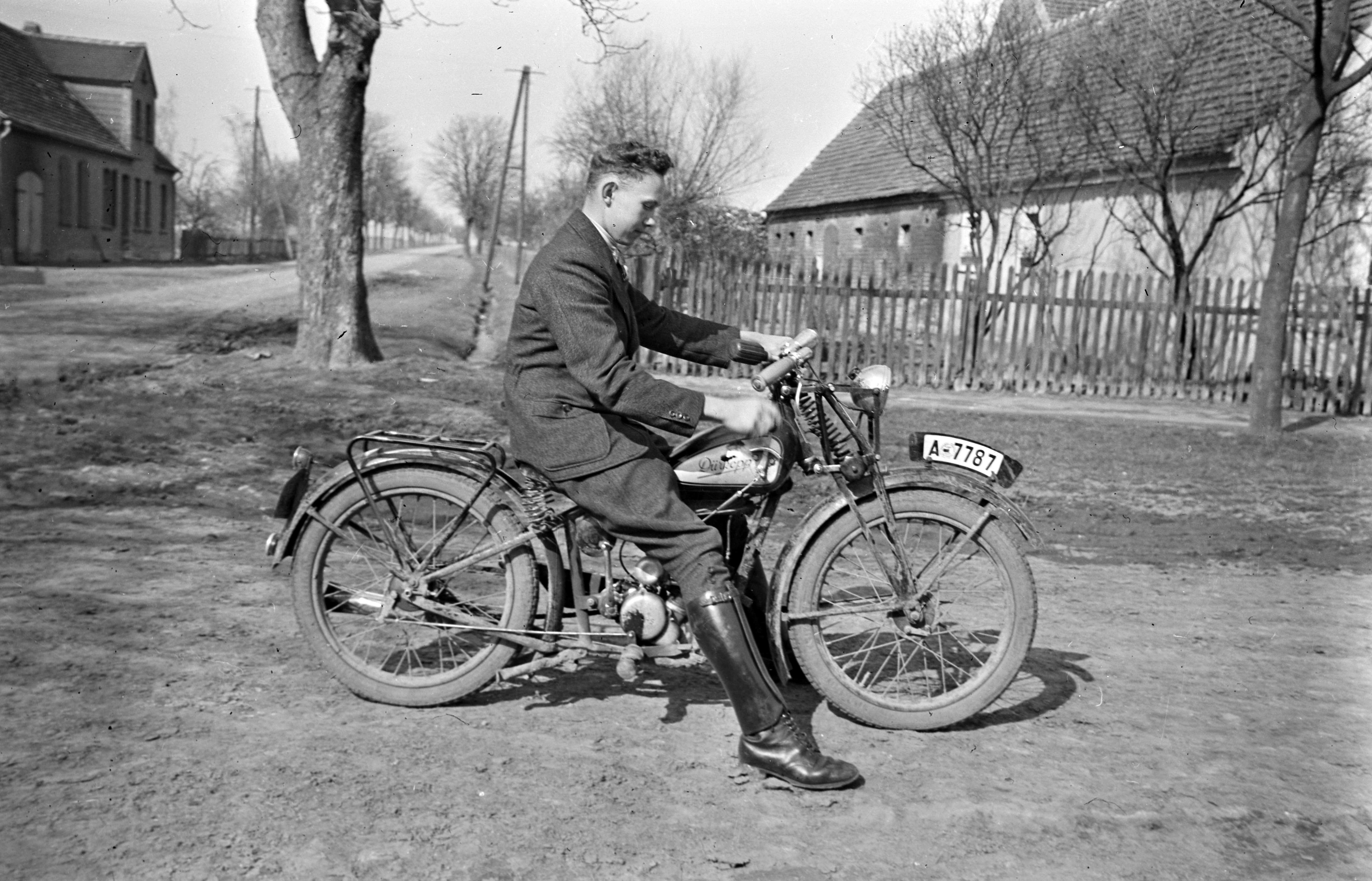
Dürkopp M 12 (1939)

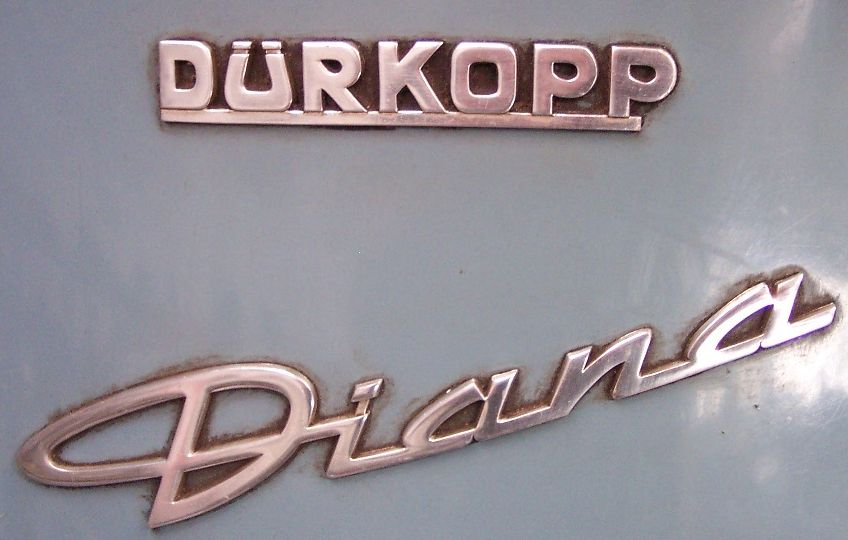
Detail des Schriftzuges

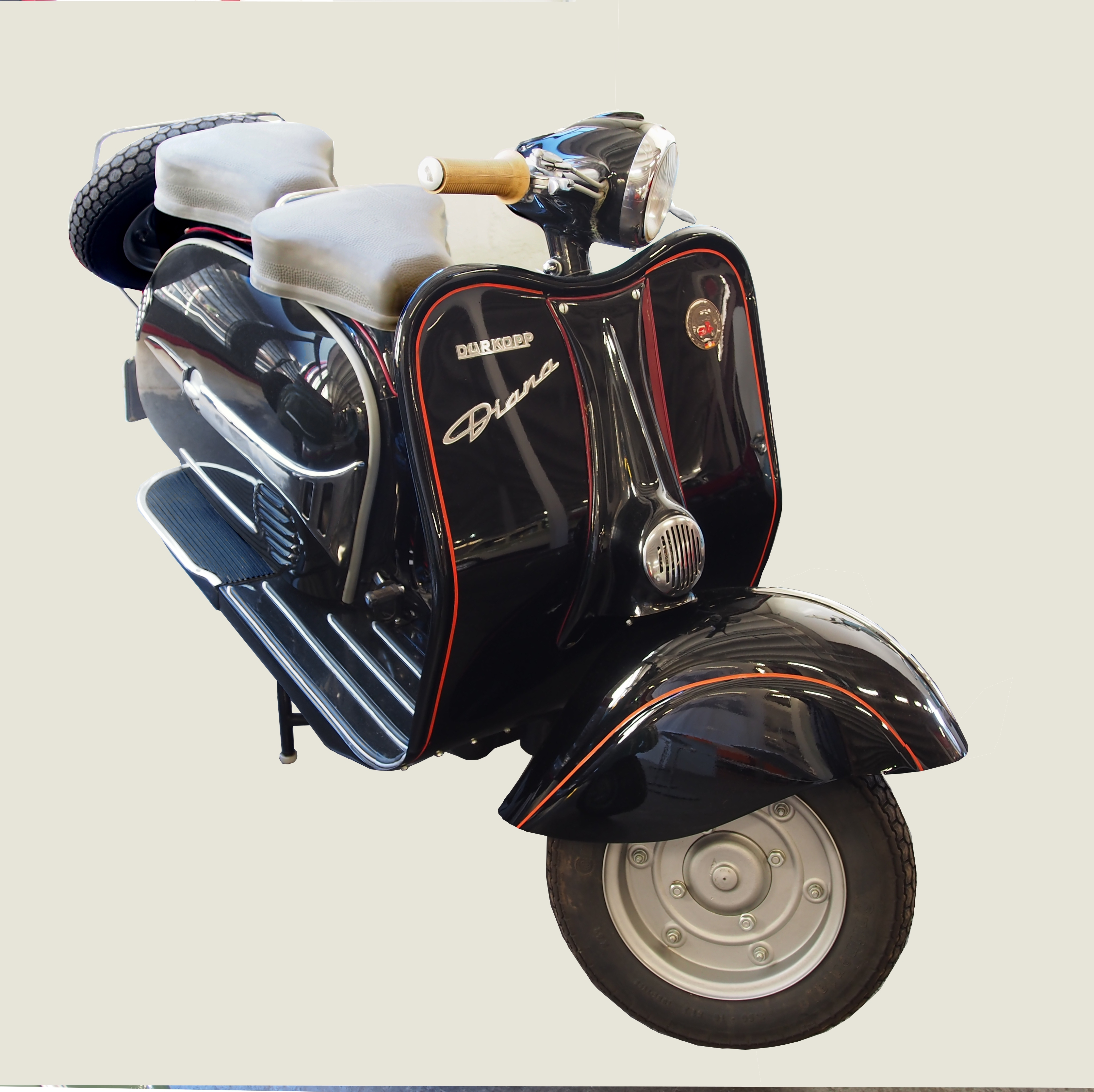
Dürkopp Diana (1956)

Ab 1955 gehörten die Nürnberger Ardie Werke zu Dürkopp. Die Motorräder beider Werke ähnelten sich bereits vorher bzw. die Werke kooperierten auf diesem Gebiet. Beispiele dafür sind das Moped Fratz sowie ab 1956 die Dianette und auch bei der MD200 stand die BD 175 von Ardie Pate.
Ardie brachte in den 1950er-Jahren neben dem Zweizylinderzweitaktmodell BZ 350 die Einzylindermodelle Ardie BD 176 und Ardie BD 201 auf den Markt. Dürkopp baute ab 1955 in diesen Modellen die eigenen Motoren ein und nannte sie MD 176 und MD 201 ein. Vertrieben wurden sie bis Ende 1960 unter der eigenen Marke.

#### Motorroller
1953 auf der IFMA wurde der Dürkopp-Roller Diana vorgestellt und ab 1954 in Serienproduktion gebaut. Er hat einen gebläsegekühlten Dürkopp-Einzylinder-Zweitaktmotor mit einem Hubraum von 194 cm³ und einer Leistung von 9,5 PS bei 5500/min. Die Höchstgeschwindigkeit liegt bei 80 km/h. 1959 und 1960 gab es als Nachfolger die Modelle Diana Sport, ebenfalls mit 194-cm³-Motor, aber 12 PS und 100 km/h, sowie Diana TS mit 171-cm³-Motor. Der kleinere Motor leistet 10,8 PS bei 5800/min. Mit diesem Motor erreicht der Roller 95 km/h.
Alle Modelle haben ein Vierganggetriebe mit Fußschaltung. Außer einem elektrischen Anlasser gibt es einen Kickstarter, mit dem außerdem aus jedem beliebigen Gang der Leerlauf eingeschaltet werden kann.
Das Fahrgestell lässt sich in ein selbsttragendes Vorderteil und zwei Teile eines Doppelrohrrahmens zerlegen, sodass im Bedarfsfall die Komponenten verhältnismäßig leicht ausgetauscht werden können. Vorder- und Hinterrad werden an Schwingen mit Schraubenfedern und Teleskopstoßdämpfern geführt. Anfangs war es vorn eine Einarmschwinge, später eine Doppelarmschwinge. Die Modelle TS und TS-E haben einen in die Frontverkleidung integrierten statt am Lenker angebrachten Scheinwerfer.
Der Roller ist 1835 mm lang, bei einem Radstand von 1290 mm; Reifengröße 3.50–10. Das Leergewicht des Standardmodells beträgt 138 kg, das zulässige Gesamtgewicht 288 kg.
Die Modelle Diana und Diana Sport wurden zusammen etwa 23.000-mal gebaut, die TS-Version genau 888-mal. Die Stückzahl einer kleinen Serie TS-E ist wahrscheinlich in der Menge der Standardausführung enthalten. Der Name Diana war gewählt worden, um Assoziationen zu der Göttin der Jagd zu wecken. Das Jagd- bzw. Göttinnenmotiv findet sich auch in der Diana-Werbung der damaligen Zeit wieder. Etwa 110 Dianas waren im August 2010 noch in Deutschland zugelassen. Jedes Jahr gibt es ein Diana-Treffen von Fahrern des Dürkopp-Rollers.

#### Ende der Zweiradproduktion
1961 kam infolge sinkender Verkaufszahlen das Ende der Zweiradproduktion bei Dürkopp, auch zugunsten der anderen Produktionszweige. Es war eine Entscheidung, die dem Wunsch der Massen nach Autos anstatt Motorrädern in dieser Zeit entsprang. In der gesamten deutschen Motorradindustrie dieser Zeit zeichnete sich ein Absatzproblem der „Butter-und-Brot“-Motorräder ab.

### Automobile

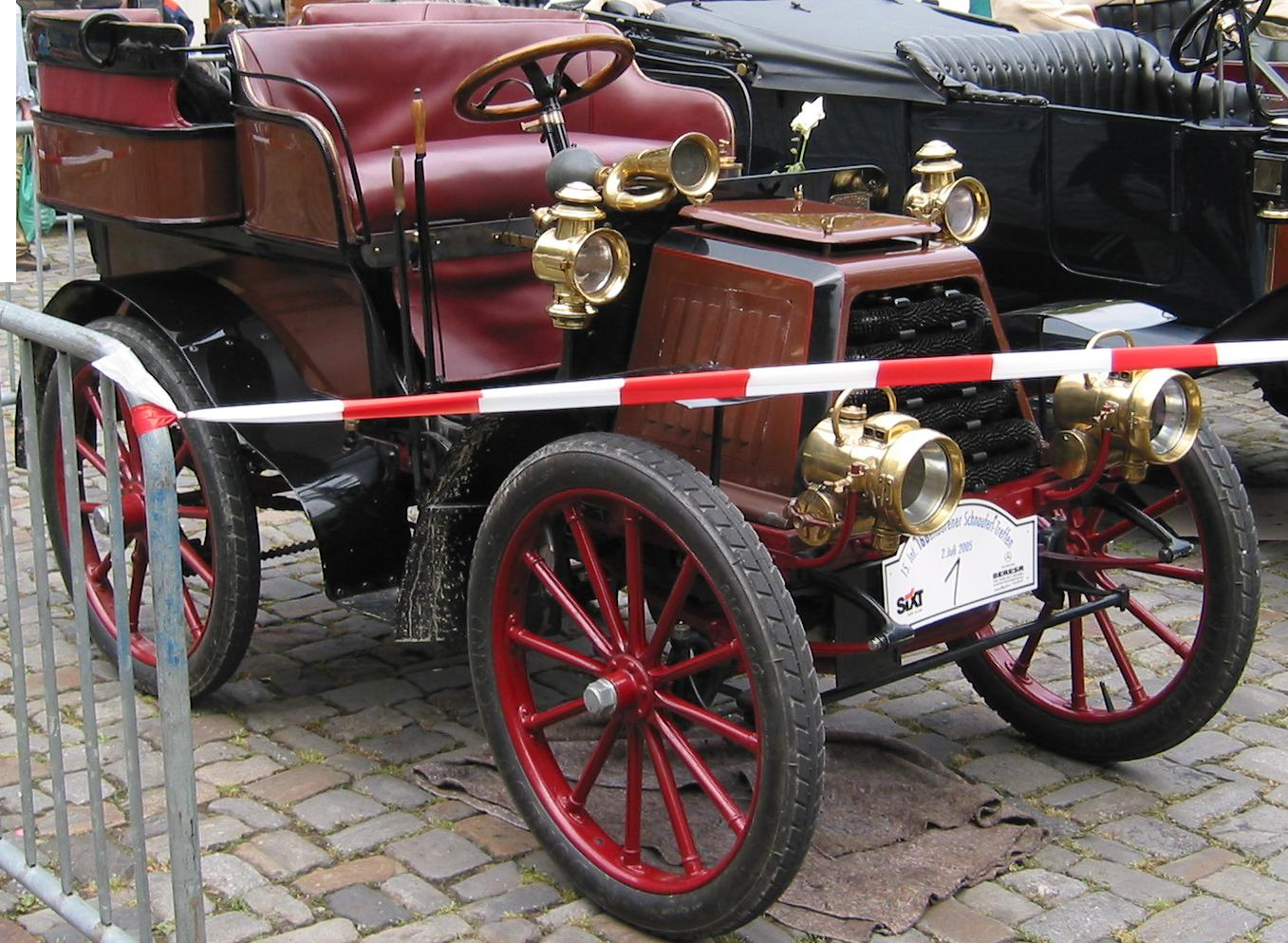
Dürkopp von 1901:
Zweizylindermotor mit 7 PS Leistung

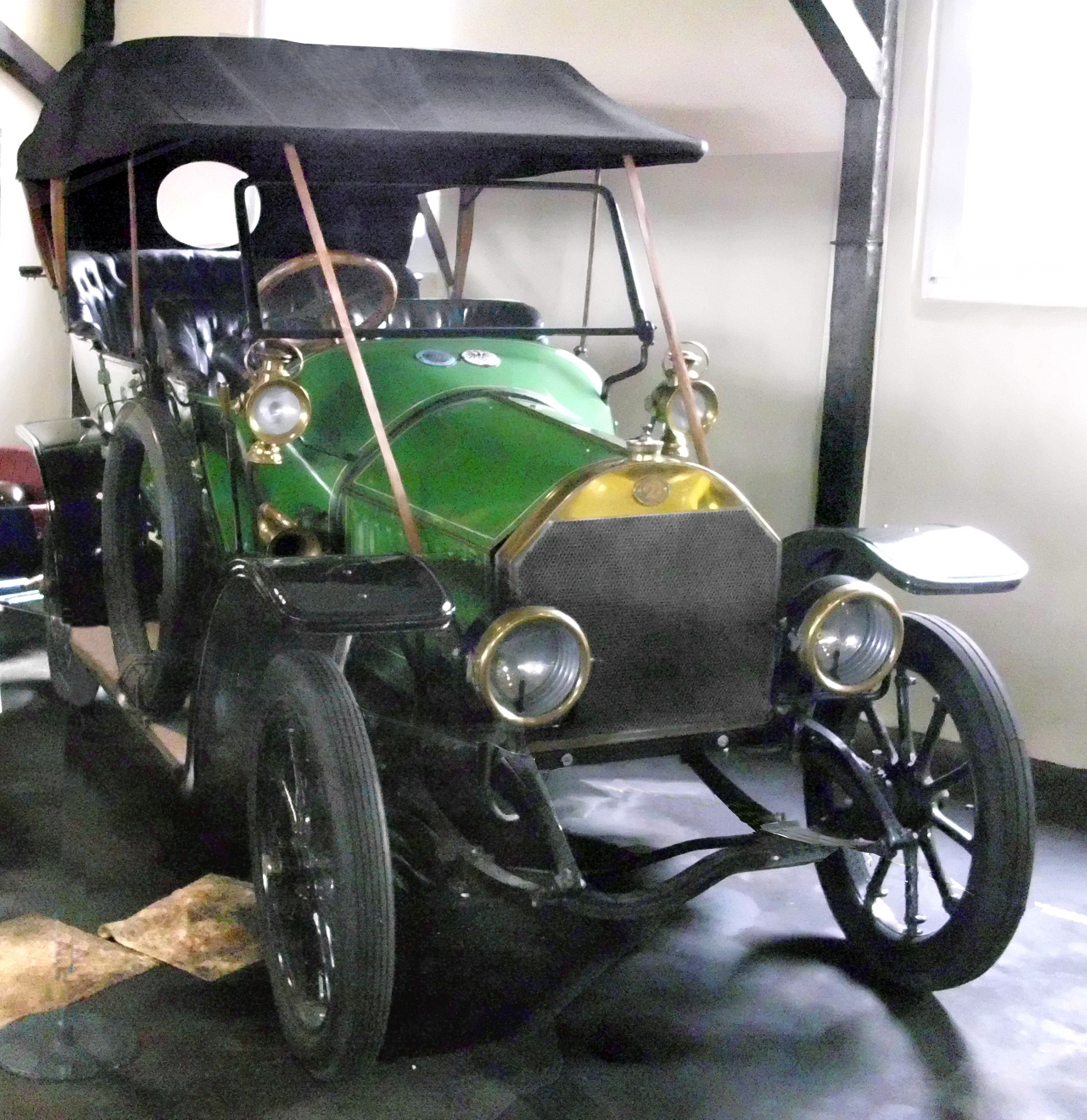
Dürkopp von 1908

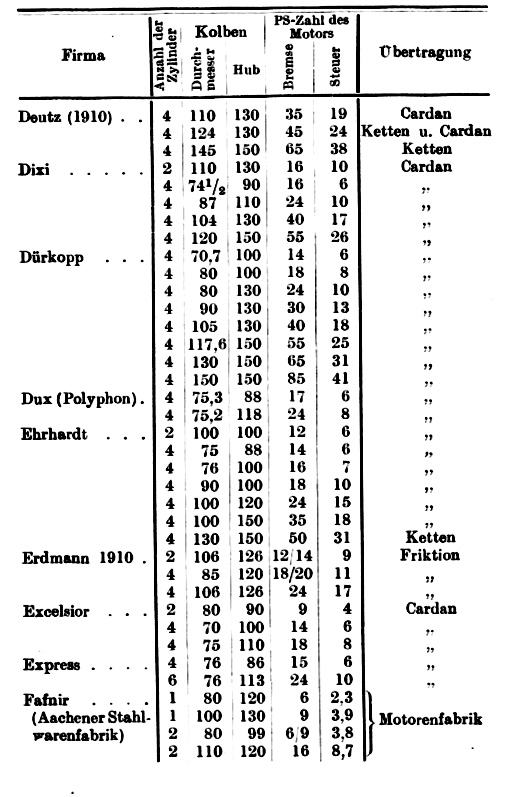
Dürkopp Motorenprogramm um 1910

Ab 1897 stellte das Unternehmen Automobile nach dem Système Panhard her. Auf der Internationalen Motorwagenausstellung Berlin 1899, stellte die Bielefelder Maschinenfabrik vorm. Dürkopp und Co., mit der Filiale Société Anonyme des Automobiles-Canello-Dürkopp (Paris, Courbevoie), folgende Modelle vor, die vom Polytechnischen Journal detailliert beschrieben und wie folgt genannt wurden:
- „Jagdwagen mit und ohne Sommerdach für sechs Personen eingerichtet und mit 9- bis 10-HP-Motor versehen.“
- „Zwei Viktoria-Sportwagen, von welchen der eine Handrad-, der andere Hebelsteuerung besitzt; beide fassen vier Personen und waren mit 6- bis 7-HP-Motor ausgestattet.“
- „Ein eleganter Sportwagen ohne Verdeck, dessen Karosserie ganz aus Aluminium besteht. Auch dieser Wagen ist mit einem 6- bis 7-HP-Motor versehen, trotzdem er nur zwei Personen fasst.“
- „Zwei kleine zierliche Sportwagen für zwei Personen und mit 3-HP-Motor.“

Die Fahrzeuge der Panhard-Levassor-Bauweise waren auch unter der Bezeichnung „Dürkopp-Canello“ bekannt und wurden in Großbritannien unter der Marke Watsonia vertrieben.
Aus dem Jahr 1901 sind zwei noch existierende Zweizylindermodelle bekannt, von denen das eine mit einem 7-PS-Motor angegeben ist und das andere je nach Quelle mit 8-PS- oder 10-PS-Motor. 1903 bestand das Angebot aus Zweizylindermodellen mit 8 und 10 PS, einem Dreizylindermodell mit 15 PS sowie Vierzylindermodellen mit 20 und 30 PS Leistung.
Ab 1902 wurden Sechszylindermotoren gebaut. Es kamen auch Achtzylindermotoren eigener Konstruktion hinzu, die jedoch teilweise über das Prototypenstadium nicht hinauskamen.
Dürkopp-Automobile wurden auch im Motorrennsport eingesetzt. Am Kaiserpreisrennen am 13. und 14. Juni 1907 nahmen drei Fahrzeuge teil, die die Vorrennen zwar gut überstanden, aber keine Platzierungen im Hauptrennen erzielten.
Zur Rallye Monte Carlo 1911 startete Karl Friedrich von Esmarch in Berlin und kam nach vier Tagen als Erster in Monaco an. Wegen Unstimmigkeiten bezüglich der Platzierung wurde er von der Wertung ausgeschlossen. Hans Stuck begann seine Rennfahrerkarriere 1925 bei Bergrennen mit einem Dürkopp-Wagen.
Der Dürkopp P24 wurde von 1919 bis 1922 gebaut und hatte 70 PS.
Zusammenstellung der Dürkopp-Wagen 1897 bis 1907, soweit bekannt:
| Typ           | Bauj.   | Radstand(mm) | Spur(mm) | Zyl. | Bohrung/Hub(mm) | Hubraum(cm³) | PS/min | Bemerkung       |
| ------------- | ------- | ------------ | -------- | ---- | --------------- | ------------ | ------ | --------------- |
| 3 PS          | 1899– . |              |          | 2    |                 |              | 3      | Konstr. Dürkopp |
| 6/7 PS        | 1899– . |              |          | 2    |                 |              | 6–7    | System Panhard  |
| 9/10 PS       | 1899– . |              |          | 2    |                 |              | 9–10   | System Panhard  |
| 6 PS          | 1900– . |              |          | 2    |                 |              | 6      |                 |
| 8 PS          | 1903– . |              |          | 2    | 94/130          | 1804         | 8      |                 |
| 10 PS         | 1903– . |              |          | 2    | 105/120         | 2078         | 10     |                 |
| 20 PS         | 1903– . |              |          | 4    | 94/130          | 3609         | 20     |                 |
| 30 PS         | 1903– . |              |          | 4    | 105/120         | 4156         | 30     |                 |
| 15 PS         | 1903–04 |              |          | 3    | 94/130          | 2707         | 15     |                 |
| Dasse         | 1905–07 |              |          | 3    | 95/105          | 3117         | 10/15  |                 |
| Sechszylinder | 1903– . |              |          | 6    | 105/120         | 6234         | 40     |                 |
| Kaiserpreis   | 1907– . |              |          | 4    | 130/140         | 7433         | 70     |                 |

Aufstellung der Fahrzeugtypen von 1907 oder 1908 nach einem Ratgeber für den Autokäufer von 1908. Modellbezeichnungen sind nicht überliefert.
| Zylinder | Bohrung mm | Hub mm | Hubraum cm³ | Steuer-PS | Leistung PS | Aufbauten                                                                   |
| -------- | ---------- | ------ | ----------- | --------- | ----------- | --------------------------------------------------------------------------- |
| 2        | 100        | 100    | 01.571      | 06        | 10–12       | Zweisitzer, Viersitzer                                                      |
| 4        | 080        | 100    | 02.011      | 07,6      | 12–14       | Viersitzer, Droschke                                                        |
| 4        | 100        | 100    | 03.142      | 12        | 18–12       | Doppelphaeton, Landaulet, Limousine mit abnehmbarem Aufsatz                 |
| 6        | 100        | 100    | 04.712      | 18        | 28–30       | Doppelphaeton, Landaulet, Limousine mit abnehmbarem Aufsatz                 |
| 3        | 100        | 130    | 03.063      | 11,7      | 15–18       | Phaeton, Landaulet, Coupé, Phaeton mit abnehmbarem Coupé-Aufsatz, Droschke  |
| 4        | 094        | 130    | 03.609      | 13,8      | 20–22       | Phaeton, Coupé, Limousine, Landaulet, Phaeton mit abnehmbarem Coupé-Aufsatz |
| 4        | 100        | 130    | 04.084      | 15,6      | 24–26       | Phaeton, Coupé, Limousine, Landaulet, Phaeton mit abnehmbarem Coupé-Aufsatz |
| 4        | 110        | 130    | 04.942      | 18,9      | 30–35       | Phaeton, Coupé, Limousine, Landaulet, Phaeton mit abnehmbarem Coupé-Aufsatz |
| 4        | 120        | 150    | 06.786      | 25,9      | 40–45       | Phaeton, Limousine, Landaulet, Phaeton mit abnehmbarem Coupé-Aufsatz        |
| 4        | 150        | 150    | 10.603      | 40,5      | 60          | Phaeton, Limousine, Landaulet, Phaeton mit abnehmbarem Coupé-Aufsatz        |

Serien-Pkw ab 1908
| Typ                      | Bauzeitraum | Zylinder | Bohrung mm | Hub mm | Hubraum cm³ | Leistung PS | Leistung kW | Höchstgeschwindigkeit km/h | Quelle        |
| ------------------------ | ----------- | -------- | ---------- | ------ | ----------- | ----------- | ----------- | -------------------------- | ------------- |
| DG (18/45 PS)            | 1908–1913   | 4 Reihe  | 105        | 130    | 04.520      | 045         | 33          | 085                        | [ 40 ]        |
| DG 31 (30/70 PS)         | 1908–1913   | 4 Reihe  | 130        | 150    | 08.000      | 070         | 51          | 090                        | [ 40 ]        |
| Knipperdolling (8/12 PS) | 1909–1912   | 4 Reihe  | 100        | 100    | 02.100      | 014         | 10,3        | 070                        | [ 40 ]        |
| KW (6/14 PS)             | 1909–1914   | 4 Reihe  | 070,7      | 100    | 01.560      | 014         | 10,3        | 060                        | [ 40 ]        |
| NG (10/30 PS)            | 1912–1914   | 4 Reihe  | 080        | 130    | 02.612      | 030         | 22          | 080                        | [ 40 ]        |
| DG (25/60 PS)            | 1912–1914   | 4 Reihe  | 117        | 150    | 06.340      | 060         | 44          | 090                        | [ 40 ]        |
| DG (40/100 PS)           | 1912–1914   | 4 Reihe  | 150        | 185    | 13.000      | 100         | 74          | 090                        | [ 40 ]        |
| EK 6 Knipperdolling      | 1913–1920   | 4 Reihe  | 070,7      | 100    | 01.540      | 012         | 08,8        | 070                        | [ 40 ] [ 41 ] |
| P 10 (10/30 PS)          | 1914–1922   | 4 Reihe  | 091        | 100    | 02.540      | 032         | 23,5        | 085                        | [ 40 ] [ 41 ] |
| P 16 (16/45 PS)          | 1917–1922   | 4 Reihe  | 101        | 130    | 04.164      | 045         | 33          | 080                        | [ 41 ]        |
| P 24 (24/70 PS)          | 1919–1922   | 6 Reihe  | 101        | 130    | 06.246      | 070         | 51          | 100                        | [ 41 ]        |
| P 8 (8/24 PS)            | 1919–1924   | 4 Reihe  | 081,5      | 100    | 02.090      | 024         | 17,6        | 070                        | [ 41 ]        |
| P 12 (12/45 PS)          | 1923–1926   | 6 Reihe  | 081,5      | 100    | 03.130      | 045         | 33          | 080                        | [ 41 ]        |
| P 8 A (8/32 PS)          | 1924–1927   | 4 Reihe  | 081,5      | 100    | 02.090      | 032         | 23,5        | 075                        | [ 41 ]        |
| P 8 B Sportwagen         | 1925–1927   | 4 Reihe  | 079,7      | 100    | 01.995      | 060         | 44          | 140                        | [ 41 ]        |
| P 8 C (8/40 PS)          | 1926        | 4 Reihe  | 074,5      | 120    | 02.100      | 040         | 29          | 075                        | [ 41 ]        |

### Nutzfahrzeuge

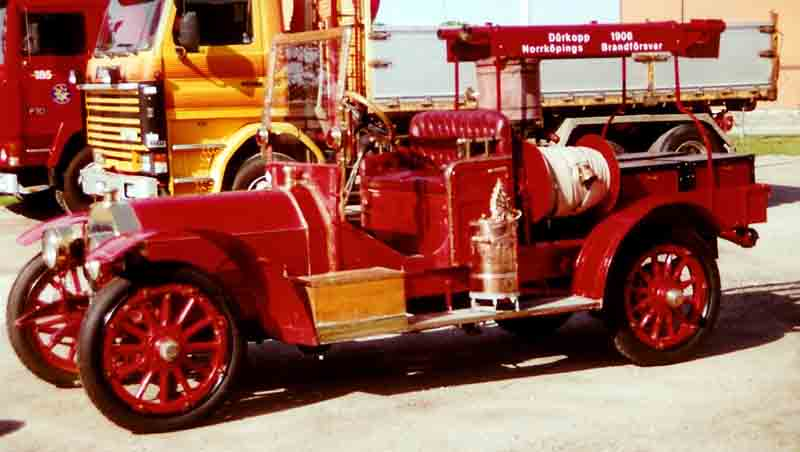
Dürkopp Feuerwehrwagen (1908)

Der Nutzfahrzeugbau von Dürkopp ist durch die Einführung von Kardanantrieben bekannt geworden. Neben einigen Lkw-Modellen wurden auch Omnibusse und Feuerwehrfahrzeuge gebaut.

### Wehrtechnik
Zum Bereich der Wehrtechnik im weitesten Sinne zählen Militärfahrrad- und Lkw-Lieferungen für das Militär im Ersten Weltkrieg und später Lieferungen, die im Abschnitt Rüstungsproduktion während des Nationalsozialismus genannt werden.

### Fördertechnik
In den 1950er Jahren begann bei Dürkopp die Entwicklung und Fertigung von Fördertechnik. Aus einer Werksabteilung entstand das spätere Tochterunternehmen Dürkopp Fördertechnik GmbH. Dieser Geschäftszweig stellte Förderanlagen für die Werksproduktion von Dürkopp und später für die Textil- und Automobilindustrie her. Diese Tochtergesellschaft kam Mitte 2010 zur österreichischen Knapp AG und beschäftige in den 2010er Jahren rund 350 Mitarbeiter in Bielefeld.